# Personaggi di Mafia
Lista dei personaggi immaginari della serie di videogiochi sparatutto Mafia.

## Principali

### Thomas Angelo
Thomas Angelo è il protagonista di Mafia: The City of Lost Heaven e del suo remake Mafia: Definitive Edition, è soprannominato Tommy o Tom. Da alcuni documenti e fotografie a casa Angelo in Mafia: Definitive Edition si evince che sia nato nel 1900 e che all'età di quattro anni si sia trasferito a Empire Bay, sulla costa orientale degli Stati Uniti, con la sua famiglia; nella seconda metà degli anni venti si è ritrasferito da solo a Lost Heaven, nell'Illinois. All'inizio del gioco, nell'autunno del 1930, è un semplice tassista italoamericano, che viene costretto a salvare due gangster di un padrino mafioso locale fuggendo dai sicari della famiglia Morello. Tommy viene però individuato dagli inseguitori e così, per tutelarsi, è costretto suo malgrado a unirsi all'associazione mafiosa di Don Salieri. Nonostante le titubanze iniziali ben presto si integra nella famiglia e gli vengono affidate missioni sempre più complicate, finché diverrà il braccio destro del padrino.
Solitamente è accompagnato nelle missioni dai due sicari Paulie e Sam, gli stessi che aveva salvato all'inizio del gioco. Scoprendo dei giri che alla fine rischiano di costargli la vita, Tommy decide di andare a costituirsi alla polizia, raccontando tutto a un detective. I due parlano seduti in un caffè e le missioni da affrontare nel gioco sono flashback dei loro discorsi. Alla fine del gioco Tommy ottiene una notevole somma di denaro e una nuova identità, per lui e per la sua famiglia e si trasferisce in Europa; poi, dopo la fine della guerra ritorna negli Stati Uniti, ma all'altro capo del Paese, cercando di sfuggire alla mafia che lo sta cercando, difeso anche dalla polizia che lo mette sotto protezione, ma il tutto culminerà in un tragico finale con l'uccisione di Tommy Angelo da parte di Joe Barbaro insieme a Vito Scaletta a Empire Bay il giorno 25 settembre 1951 (Mafia II). 
È doppiato in inglese da Michael Sorvino in Mafia: The City of Lost Heaven e Mafia II e da Andrew Bongiorno in Mafia: Definitive Edition e in italiano da Claudio Moneta in Mafia: The City of Lost Heaven, da Gianni Gaude in Mafia II e da Valerio Amoruso in Mafia: Definitive Edition.

### Don Ennio Salieri
Ennio Salieri è uno dei personaggi principali di Mafia: The City of Lost Heaven, anche lui italoamericano, è a capo della famiglia a cui appartiene Thomas Angelo e può essere considerato l'antagonista principale del gioco. All'inizio offre un lavoro al protagonista per aiutarlo a salvarsi da Don Morello, il boss rivale in città. Per condurre la guerra contro Morello si avvale di molte persone, in primis del consigliere Frank e dei gangster Paulie, Sam e Tommy Angelo. La sua base è il Salieri's Bar and Restaurant a Little Italy, gestito da un suo amico di nome Luigi.
Nel corso del gioco - ambientato durante gli anni trenta - Salieri è costretto a difendersi da Morello, e intraprende una feroce lotta armata per eliminare il suo pericoloso rivale. Durante il gioco decide di uccidere Frank, il suo braccio destro, risparmiato però da Tommy. Ucciso il rivale Morello, imbroglia tutti i suoi uomini (tranne Sam) e, dopo che Paulie e Tommy scoprono gli imbrogli, Paulie viene eliminato da Sam, e lo stesso dovrà succedere a Tommy che riesce a sopravvivere, uccidendo Sam. Salieri non mantiene tuttavia a lungo il controllo del territorio: il suo principale braccio destro, Tommy Angelo, si pente e testimonia al processo nei confronti dell'intera banda di Salieri, il quale viene, alla fine, arrestato e condannato all'ergastolo. Grazie però ad alcuni suoi contatti, scopre dove Tommy è stato nascosto e grazie alla sua amicizia con Carlo Falcone di Empire Bay, riesce a vendicarsi di Tommy. Muore sette anni dopo di lui. 
È doppiato in inglese da George DiCenzo in Mafia: The City of Lost Heaven e da Glenn Taranto in Mafia: Definitive Edition e in italiano da Riccardo Rovatti in Mafia: The City of Lost Heaven e da Dario Oppido in Mafia: Definitive Edition.

### Paulie Lombardo
Paulie Lombardo è uno dei più importanti gangster della famiglia Salieri, al primo incontro con Tommy è ferito all'addome e sarà compito del giocatore portarlo in salvo dagli sgherri di Morello. Presto diventa il miglior amico del protagonista, nonostante la diversità di vedute sulla violenza: Tommy infatti spesso ne fa a meno, mentre per Paulie sembra di fondamentale importanza per risolvere ogni situazione.
Questo uso sconsiderato della violenza ha origini anche dalla sua difficile infanzia: l'uomo è infatti cresciuto per strada nel quartiere di Little Italy, ed è stato proprio Salieri a salvargli la vita invitandolo a unirsi all'organizzazione. La sua vita avrà un finale tragico in quanto verrà ucciso a casa sua; proprio dal suo amico dell'organizzazione Sam, su ordine di Salieri che voleva punire la rapina alla banca. 
È doppiato in inglese da William DeMeo in Mafia: The City of Lost Heaven e da Jeremy Luke in Mafia: Definitive Edition e in italiano da Riccardo Lombardo in Mafia: The City of Lost Heaven e da Ivan Andreani in Mafia: Definitive Edition.

### Sam Trapani
Sam Trapani è un gangster ai vertici della famiglia Salieri, spesso viaggia in compagnia di Paulie e Tommy. È meno violento rispetto a Paulie, ma molto più affezionato alla famiglia, come dimostrerà durante tutto il gioco. Responsabile della morte di Paulie nel 1938. Verrà ucciso dal proprio amico dell'organizzazione Tommy Angelo sfuggendo all'agguato preparato da Sam nella galleria d'arte. 
È l'ultimo nemico del gioco. È doppiato in inglese da Matt Servitto in Mafia: The City of Lost Heaven e da Don DiPetta in Mafia: Definitive Edition e in italiano da Marco Balzarotti in Mafia: The City of Lost Heaven e da Dimitri Winter in Mafia: Definitive Edition.

### Don Marco Morello
Don Marco Morello è un capomafia di Cosa nostra, nemico giurato di Don Salieri. È una persona estremamente crudele capace di compiere ogni possibile nefandezza; infatti, in una storia di Tommy, Morello ha ucciso con le sue mani un uomo dopo aver urtato la sua auto, fracassandogli la testa con un grimaldello davanti a due agenti di polizia che per paura faranno finta di non aver visto niente e, non si fa problemi a "sacrificare" membri della sua banda, pur di mantenere il suo sconsiderato potere. Inoltre, grazie alla corruzione, può contare su moltissimi appoggi negli ambienti del potere amministrativo di Lost Heaven.
La storia di Morello è quasi sconosciuta. Di lui si sa solo che negli anni venti progettò insieme a Salieri, che come lui era un braccio destro del capo assoluto di Cosa nostra a Lost Heaven, Don Peppone, una congiura, nella quale morì proprio quest'ultimo. Morello e Salieri, allora, decisero di spartirsi il territorio dove aveva operato Peppone, ma successivi diverbi e insoddisfazioni condussero i due a fronteggiarsi in una feroce guerra di mafia. In seguito, però, Salieri ebbe la meglio, e Morello venne ucciso dagli scagnozzi dell'odiatissimo rivale (tra cui anche Tommy). 
È doppiato in inglese da John Doman in Mafia: The City of Lost Heaven e in italiano da Gianni Gaude in Mafia: The City of Lost Heaven.

### Frank Colletti
Frank Colletti è il consigliere personale di Don Salieri e legato al padrino da una forte amicizia, dovuta al fatto che insieme hanno vissuto un'adolescenza dura per le strade, non si occupa di omicidi, rapine o estorsioni ma cura la parte economica e legale della famiglia. Ha lavorato anche nella famiglia criminale di Don Peppone, come soldato. Inizialmente è il più diffidente verso Tommy, ma presto si ricrede e incomincia a fidarsi di lui, anche convinto dal boss. In seguito a delle divergenze su alcuni lavori svolti dalla famiglia è costretto a tradirla, inizialmente risparmiato da Tom che per salvarlo decide di non ucciderlo e inscenare una falsa morte. Parte con la sua famiglia in Europa dall'Aeroporto Internazionale di Lost Heaven. Verrà poi trovato e ucciso dagli uomini di Salieri cinque anni dopo la sua fuga. 
È doppiato in inglese da Dan Grimaldi in Mafia: The City of Lost Heaven e da Steven J. Oliver in Mafia: Definitive Edition e in italiano da Giorgio Melazzi in Mafia: The City of Lost Heaven e da Oliviero Corbetta in Mafia: Definitive Edition.

### Sergio Morello
Sergio Morello è il fratello minore e braccio destro di Morello, apparirà nelle missioni Buon Appetito e Fortunato Bastardo (o Bastardo Fortunato in Mafia: Definitive Edition) dov'è il protagonista. Si tratta di un uomo con estrema fortuna, visto che ogni volta che Tommy tenta di ucciderlo sopravvive. La prima volta, Tommy chiama un locale di cui Sergio è il proprietario, chiedendo di parlare con lui, mentre Paulie aspetta fuori pronto a uccidere colui che risponderà al telefono. Tuttavia, al telefono risponde un dipendente, che viene ucciso erroneamente da Paulie. La seconda volta, Tommy piazza una bomba sotto la sua auto; tuttavia l'amante di Sergio sale in auto per prima e viene uccisa dall'esplosione. La terza volta, Paulie si dirige verso Sergio con un Thompson 1928, che però si rivela essere scarico. Stanco dei fallimenti, il Don affida l'incarico ad altri suoi uomini, che cercano di fare investire la sua auto da un treno. Tuttavia, Sergio si accorge del piano e fa partire l'auto a tutto gas, fuggendo mentre i mafiosi vengono investiti dal treno; Morello si rifugia poi nel porto, dove muore dopo uno scontro all'ultimo sangue con Tommy. 
È doppiato in inglese da Renaud Sebbane in Mafia: The City of Lost Heaven e in italiano da Luca Sandri in Mafia: The City of Lost Heaven.

### Detective Norman
Norman è l'investigatore a cui Tommy racconta la sua storia nella malavita. Inizialmente non è convinto di proteggere Tommy per via dei suoi trascorsi, ma alla fine cambierà idea. 
È doppiato in inglese da David O'Brien in Mafia: The City of Lost Heaven e da Dameon Clarke in Mafia: Definitive Edition e in italiano da Marco Balbi in Mafia: The City of Lost Heaven e da Alberto Angrisano in Mafia: Definitive Edition.

## Secondari

### Famiglia Salieri

#### Luigi Marino
Luigi Marino è il padre di Sarah e suocero di Tom; ha un ristorante gestito dal Don. Nel remake, anche lui ha avuto un passato da criminale, come verrà rivelato in alcune interazioni con i gangster al bar e con Paulie e Sam, nonché in una lettera ritrovata nel carcere diroccato di Central Island (in cui verrà menzionata Sarah; questa lettera è stata firmata da C.M., che è, appunto la moglie di Luigi).
È doppiato in inglese da Paul Scannapieco in Mafia: The City of Lost Heaven e da Robert Catrini in Mafia: Definitive Edition e in italiano da Raffaele Fallica in Mafia: The City of Lost Heaven e da Mario Scarabelli in Mafia: Definitive Edition.

#### Vincenzo
Vincenzo (Vinnie) è un armaiolo e amico d'infanzia del Don, appare in tutti i livelli in cui Tommy lavora per Salieri. Ha un nipote, Marco Russetto, che è il protagonista di Mafia 2 Mobile. 
È doppiato in inglese da John Tormey in Mafia: The City of Lost Heaven e da Paul Tassone in Mafia: Definitive Edition e in italiano da Gianni Gaude in Mafia: The City of Lost Heaven e da Paolo Calabrese in Mafia: Definitive Edition.

#### Ralph
Ralph (o Ralphie) è il meccanico della famiglia. È un po' "scemo", come lo definisce Paulie: balbetta sempre, è un po' goffo e impacciato. Con le auto, però, è un vero genio. In quasi ogni missione ne recupera una per Paulie, e le aggiusta se sono state danneggiate. È amico di Luca Bertone, altro collaboratore di Salieri. 
È doppiato in inglese da Jeff Gurner in Mafia: The City of Lost Heaven e da Ward Roberts in Mafia: Definitive Edition e in italiano da Leonardo Gajo in Mafia: The City of Lost Heaven e da Daniel Magni in Mafia: Definitive Edition.

#### Sarah Marino Angelo
Sarah Marino Angelo è la figlia di Luigi e moglie di Tom, spesso aiuta il padre nel bar di Salieri; non ha però alcun legame con gli aspetti illegali della famiglia. Lei e Tom hanno una figlia. 
È doppiata in inglese da Cara Buono in Mafia: The City of Lost Heaven e da Bella Popa in Mafia: Definitive Edition e in italiano da Emanuela Pacotto e da Valeria Falcinelli (esclusivamente nella missione "L'uomo che corre") in Mafia: The City of Lost Heaven e da Ilaria Silvestri in Mafia: Definitive Edition.

#### Carlo
Carlo è la guardia del corpo di Don Salieri, è passato in segreto alla famiglia Morello. Dopo un tentato omicidio da parte dei gangster di Morello, Tommy e Salieri lo raggiungono a casa sua; mentre nel gioco originale, il boss si limita a farlo uccidere da Tommy, nel remake sarà proprio Salieri ad avventarsi su Carlo, picchiandolo e rompendogli una bottiglia in testa; ciononostante, Carlo tenterà di fuggire ma verrà bloccato da Tom e raggiunto da Salieri il quale, ancora furioso, lo finirà fracassandogli il cranio a pedate.
È doppiato in inglese da Joe Chambrello in Mafia: Definitive Edition e in italiano da Diego Baldoin in Mafia: Definitive Edition.

### Collaboratori di Salieri

#### Luca Bertone
Luca Bertone (Lucas Bertone in Mafia: Definitive Edition) è un meccanico italo-americano, possiede un'officina a New Ark e si occupa delle automobili dei ricchi di Lost Heaven. Ogni tanto accetta incarichi anche da Salieri. Spesso aiuta Tom a trovare auto di lusso, in cambio di piccoli favori. È possibile ucciderlo nell'ultima missione. 
È doppiato in inglese da Jeff Gurner in Mafia: The City of Lost Heaven e da Thomas Gorrebeeck in Mafia: Definitive Edition e in italiano da Luca Bottale in Mafia: The City of Lost Heaven e da Mosé Singh in Mafia: Definitive Edition.

#### Salvatore
Salvatore è uno scassinatore professionista. Appare nel livello Visita a gente ricca (o Visita ai ricchi in Mafia: Definitive Edition) per aiutare Tom a introdursi in casa del procuratore Watkins, scassinare la sua cassaforte e recuperare dei documenti che incriminano Salieri. A seconda delle scelte del giocatore, può rubare anche l'auto del procuratore. 
È doppiato in inglese da Jordi Caballero in Mafia: Definitive Edition.

#### Big Biff
Big Biff è l'informatore della famiglia Salieri, Big Biff appare nelle missioni Meglio farci l'abitudine e Omertà. Viene citato anche in Fortunato Bastardo. Si aggira spesso nella piazza di Chinatown. 
È doppiato in italiano da Giorgio Melazzi in Mafia: The City of Lost Heaven e da Gianni Quillico in Mafia: Definitive Edition.

#### Tonino
Tonino o Little Tony è un altro informatore della famiglia, in contatto con la polizia. Si trova spesso a Central Island, ma l'unica volta che viene visto è nella missione Omertà. Tranne nel remake dove compare più di una volta a Chinatown.

#### Bobby
Bobby è uno dei guardiani notturni all'autodromo di Lost Heaven. Farà entrare Tommy nella struttura, in modo che faccia manomettere l'auto di un pilota di Morello. 
È doppiato in italiano da Marco Balzarotti in Mafia: The City of Lost Heaven.

### Collaboratori di Morello

#### Roberto Ghillotti
Assessore in combutta con Morello. Padre di Billy, capo di una banda di teppisti. Dopo che Paulie uccide il ragazzo, si allea con il procuratore distrettuale e Morello per incastrare Don Salieri. Viene ucciso da Tommy sul piroscafo Lost Heaven Queen durante il discorso scritto per il suo compleanno.

#### Procuratore distrettuale
Ricchissimo, fa rapire moglie e figlia di Frank e mette la polizia contro la famiglia Salieri. Mette Frank contro Salieri, minacciando di uccidere Alice (figlia) e Marge (moglie, March in Mafia: Definitive Edition). Dopo aver perso i libri contabili che Frank doveva consegnargli, dice di avere dei testimoni e altre prove. Ma grazie a Tom, che riesce a rubare le prove all'interno della sua cassaforte, e a Paulie e Sam, che minacciano i testimoni, la polizia si blocca.

#### Howard Davis
Titolare dell'Hotel Corleone di Downtown, dava una parte delle sue entrate inizialmente a Salieri, ma poi ha deciso di passare al nemico. Per questo motivo, su ordine di Salieri, Frank incarica Tommy di ucciderlo e far esplodere il suo bordello.

#### Michelle
Michelle è una prostituta nonché la migliore amica di Sarah e di Sam. Ha passato informazioni sulle operazioni del clan di Salieri a Morello, che hanno procurato perdite di denaro e di uomini al primo. Tom verrà incaricato da Frank di ucciderla, ma alla fine decide di non farlo, perché lei ha agito solo per aiutare il fratello. Tom le dice di sparire e non farsi più vedere; tuttavia, tornerà qualche anno dopo, e verrà uccisa da Sam (in Mafia: Definitive Edition è amante di Sam ed è proprio lui a chiedere a Tommy di risparmiarla, ma presumibilmente lo stesso Sam la uccide nel 1938 su ordine di Salieri). Il suo ritorno porterà la famiglia a sospettare di Tommy e a scoprire che Frank è ancora vivo e si trova in Europa. 
È doppiata in inglese da Laura Maxwell in Mafia: The City of Lost Heaven e da Maggie McGovern in Mafia: Definitive Edition e in italiano da Beatrice Caggiula in Mafia: Definitive Edition.

## Altri personaggi

### William "Billy" Ghillotti
William "Billy" Ghillotti è il figlio dell'assessore cittadino Roberto e capo di una banda di teppisti che si sta espandendo nel territorio di Salieri e che ha dato noie a Sarah. Tommy si occupa in un primo momento di alcuni di loro, poi, con Paulie, fanno fuori il resto della banda. Billy cerca di fuggire in macchina con il suo vice e amico Johnny, ma viene bloccato e ucciso da Paulie (in Mafia: Definitive Edition si schianta durante l'inseguimento e viene finito da Paulie al posto di Tommy, che non riesce a premere il grilletto).
È doppiato in inglese da Jarret Sleeper e in italiano da Marcello Moronesi in Mafia: Definitive Edition.

### Johnny
Johnny è il migliore amico e vice di Billy, l'unico membro della banda che è riuscito a salvarsi dalla rappresaglia di Tommy e Paulie. Quando Tommy entra nella chiesa San Michael, dove si sta svolgendo il funerale del suo amico, lo riconosce immediatamente. Tommy e la banda di Johnny ingaggeranno una sparatoria, ma lui se ne sarà già andato prima di rimanere coinvolto (in Mafia: Definitive Edition viene finito da Sam nella chiesa stessa).
È doppiato in inglese da Jason Kyle e in italiano da Luca Catanzaro in Mafia: Definitive Edition.

### Joe Barbaro
Joe Barbaro, soprannominato "L'Idiota", è in contatto con la polizia e sa dove hanno nascosto Frank, tuttavia si rifiuta di dirlo a Tommy, il quale dovrà usare la forza per scoprirlo. 
È doppiato in italiano da Marco Balzarotti in Mafia: The City of Lost Heaven.

### Marge e Alice Colletti
Marge (March in Mafia: Definitive Edition) e Alice Colletti sono rispettivamente la moglie e figlia di Frank, vengono rapite per ordine del procuratore distrettuale, il quale minaccia di ucciderle. Frank sarà costretto a cedergli i libri contabili della famiglia per rivederle vive.
March è doppiata in inglese da Stefanie Stevens e in italiano da Renata Bertolas in Mafia: Definitive Edition.

### Big Stan
Big Stan è un uomo di colore alto e forte che vive a Hoboken, anche se si trova spesso dalle parti del Black Cat Bar. Luca Bertone incarica Tommy di dargli una lezione, dopo che Stan ha picchiato Carlo. 

### Dino
Dino è un teppista che spesso collabora con don Morello assieme all'amico Lou. Mentre Tommy fa una pausa caffè, Lou distrugge il suo taxi con una mazza mentre Dino lo trascina fuori dalla sua macchina e lo picchia per aver aiutato Sam Trapani e Paulie Lombardo a fuggire dagli uomini di Morello la sera precedente. Tommy si ribella e scappa, con i gangster che lo inseguono e gli sparano, ma Tommy riesce a raggiungere il Salieri's Bar, dove incontra Paulie e Sam, o quali lo aiutano ad allontanare Dino e Lou: Sam dice a Lou e Dino che Tommy è l'autista preferito di Don Salieri e di dirgli tutto quello che avrebbero voluto dire a Tommy; Sam poi si rifiuta di dare loro Tommy e chiede loro di lasciare Little Italy, ma quando Dino si rifiuta Paulie estrae un fucile e "consiglia" loro di lasciare il quartiere, pena la morte. Frustrati, Dino e Lou si voltano e lasciano l'area. Su commissione di Don Salieri, Paulie e Tommy si vendicano di Lou e Dino distruggendo le auto nel parcheggio del Morello's Lounge Bar, stordendo le loro guardie e rubando l'auto di Dino.
È doppiato in inglese da Anthony Bonaventura e in italiano da Matteo Zanotti in Mafia: Definitive Edition.

### Don Peppone
Don Peppone era un uomo siciliano, fu il primo boss malavitoso di Cosa nostra negli Stati Uniti e padrone indiscusso di Lost Heaven. Venne fatto fuori dai suoi uomini più fidati, cioè Salieri e Morello, che si divisero la città (in Mafia: Definitive Edition il detective Norman spiega a Tommy che era annegato in un lago della città, lasciando privi di controllo Salieri e Morello che quindi si divisero Lost Heaven).

### Martin Lichtenberg
Martin Lichtenberg è un pilota automobilistico europeo, si presenta all'ultimo minuto alla corsa al Circuito di Lost Heaven con la sua Carrozzella C8, la macchina da corsa più veloce esistente all'epoca. Salieri, che aveva scommesso su un altro, assieme ai suoi collaboratori, ordina a Tommy di portare la sua macchina da Luca Bertone per manometterla. Il giorno della gara, la macchina non va più e Lichtenberg è costretto a ritirarsi.

### Big Dick
Big Dick fa da tramite tra Luca e un tizio per un affare. Luca chiede a Tommy di portargli un pacco sotto il ponte di Downtown, e assicurarsi che a Dick non succeda niente. Alcuni gangster li raggiungono: dopo averli sistemati, Dick scappa con il pacco.

### Yellow Pete
Yellow Pete è un venditore di armi, appare nelle ultime due missioni del gioco. Gestisce un'armeria a Hoboken, vicino al cinematografo Twister. È possibile ucciderlo in una delle due ultime missioni. Avrebbe conosciuto Salieri in gioventù.

### Pepé
Pepé è il gestore e cuoco del Pepe's Restaurant, dove spesso va a mangiare Salieri; è siciliano. Il suo ristorante subirà un attacco da parte degli uomini di Morello, nel tentativo di uccidere Salieri, ma Pepé si salva (in Mafia: Definitive Edition non sopravvive all'attacco).

### William "Bill" Gates
William "Bill" Gates incontra Paulie e lo convince a comprare il whisky che fanno nel Kentucky. Paulie lo fa sapere a Salieri, che, entusiasta, decide di ordinarne un carico. Bill verrà però ucciso dagli uomini di Morello nel parcheggio multi-piano di Central Island (in Mafia: Definitive Edition sopravvive). In seguito, Salieri scopre che lui non era del Kentucky e che aveva semplicemente rubato il whisky di Morello. 
È doppiato in inglese da Myko Oliver in Mafia: The City of Lost Heaven e in italiano da Roberto Palermo in Mafia: Definitive Edition.

### Prete
È il sacerdote della chiesa di Downtown, che appare durante il funerale di Billy. Avvertirà Tommy che la sua anima è in pericolo per la vita che ha scelto.
In Mafia: Definitive Edition è doppiato in inglese da Gene Scandur, e in italiano da Giorgio Bonino.

### Mr. Sewer (o Hank Turnbull)
Mr. Sewer o Hank Turnbull (in Mafia: Definitive Edition) è un politico, durante la sua campagna elettorale promette di liberare la città dal crimine. L'uomo gestisce però la metà dei bordelli in città e si sta espandendo anche nel territorio di Salieri. Il Don, che lo vede come una minaccia, ordina a Tom di farlo fuori.

### Giuseppe Palminteri
Giuseppe Palminteri era considerato il falsario e scassinatore più talentuoso d'Italia, rinomato sia alla malavita sia alla polizia. Ha lavorato spesso direttamente per la mafia siciliana, anche quando ha aiutato a far uscire tredici famigerati gangster (tra cui Silvio Clemente, zio di Alberto) da una prigione di Palermo nel 1917. Quando Mussolini salì al potere, Giuseppe si trasferì a Empire Bay, dove ricominciò a fornire servizi illeciti alle famiglie della mafia della città. Ora in pensione, Giuseppe è un vecchio amichevole, che vive solo per il suo mestiere.
È doppiato in inglese da Rick Pasqualone e in italiano da Marco Pagani.

### Martin "Marty" Santarelli
Martin Santarelli, detto Marty, è nato a Empire Bay nel 1933. Suo padre ha lavorato come proiezionista nell'enorme cinema di Midtown, dove Marty ha guardato molti film da bambino, soprattutto quelli che vedevano come protagonisti dei gangster. Fin dalla tenera età sognava di entrare nel circolo della mafia, e così da adolescente iniziò a frequentare il bar di Freddy, proprio come il suo vicino e modello, Joe Barbaro. Successivamente inizia a svolgere diverse commissioni per Joe, recapitandogli dei messaggi, raccogliendo le sue scommesse vincenti e lucidandogli la macchina. Più di una volta ha chiesto a Joe di lasciarlo partecipare in alcuni dei suoi affari, ma quest'ultimo vede Marty come un fratello minore e lo considera troppo ingenuo per farsi coinvolgere in affari seri.
È doppiato in inglese da Jason Pisack e in italiano da Davide Garbolino.

### Joey Cracker
Joey Cracker è un uomo robusto che ha lavorato per don Morello come pugile tra i ring di Lost Heaven. Viene ucciso dal boss dopo che ha urtato la sua lussuosa automobile col cranio fracassato sul cofano della stessa auto (in Mafia: Definitive Edition verrà ucciso con una manovella sempre da Morello).
È doppiato in inglese da Guy Nardulli e in italiano da Andrea Failla in Mafia: Definitive Edition.

### Al Bertorelli
Al Bertorelli è un fornaio che ha ricevuto protezione dalla famiglia Salieri dopo il pignoramento della sua casa e della Bertorelli's Bakery, la sua panetteria, da parte del governo statunitense a causa di un debito contratto con la Grand Imperial Bank di Lost Heaven il 15 luglio 1930. Non compare in Mafia: The City of Lost Heaven, ma solo nel suo remake.
È doppiato in inglese da Jason Zumwalt e in italiano da Andrea Failla in Mafia: Definitive Edition.

### Brian O'Neil
Brian O'Neil è il nipote di Jimmy O'Neill, che un tempo dirigeva la più grande gang irlandese di Empire Bay. Dopo la morte di suo nonno, Brian è succeduto alla posizione di boss nella banda irlandese. Finisce in prigione dopo alcune imprese criminali e qui viene ucciso da Vito, che era stato precedentemente arrestato e condannato a dieci anni di carcere dopo aver contrabbandato dei buoni per la benzina, perché O'Neil gli aveva dato del filo da torcere durante un furto in una gioielleria. Successivamente per vendicare l'uccisione di Brian O'Neil alcuni gangster irlandesi incendiano la nuova villa di Vito.
È doppiato in inglese da Liam O'Brien e in italiano da Matteo Zanotti.

### Zhe Yun Wong
Zhe Yun Wong è nato nel 1903, da giovane arrivò in America come schiavo su una nave che trasportava oppio. Fuggì dal molo di Cape Peak e si diresse a est, verso Empire Bay. Rimasto al verde e non conoscendo l'inglese, fu costretto a lavorare per le triadi. Ha scalato i ranghi lentamente ed è finito a proteggere i fumatori di oppio. Infine, ha stabilito le proprie operazioni di contrabbando. Si dice che una volta abbia ucciso suo cugino per un carico di eroina, un fatto che ha dimostrato la sua lealtà e gli è valso la posizione che ricopre. Zhe Yun Wong è l'uomo che consegna a Henry Tommasino, Vito Scaletta e Joe Barbaro i dieci chili di eroina per la grande transazione di droga verso la fine di Mafia II in una missione. L'accordo non va secondo i piani, tuttavia Henry chiama Vito per incontrarlo al Lincoln Park. Ma quando Vito e Joe arrivano, trovano le triadi di Empire Bay che massacrano Henry con delle mannaie nel mezzo del parco in pieno giorno, con Wong che sovrintende all'omicidio. Dopo la morte di Henry, Wong e i suoi uomini rimanenti fuggono, e dopo aver visto Wong in macchina Vito e Joe, fraintendendo la situazione, si infuriano e partono all'inseguimento di Wong, sebbene l'impresa non si rivelerà facile essendo ben sorvegliato con circa 22-29 guardie che lo proteggono. Vito e Joe lo seguono al Dragone Rosso, un ristorante cinese che Wong usa come base operativa che funge da fabbrica di droga segreta. I due uccidono molti membri della triade finché non raggiungono finalmente Wong nel suo ufficio. Viene quindi interrogato da Vito e Joe che lo minacciano con le loro armi, spiegando di aver scoperto dalla sua fonte che Henry era un informatore federale. Joe non gli crede e gli spara alla tempia sinistra, uccidendolo. Vito disapprova la cosa, credendo che potevano interrogarlo ulteriormente per ottenere maggiori informazioni, che sarebbero state utili ai loro scopi. La morte di Wong porta così le triadi a incolpare le famiglie mafiose, scatenando una guerra in piena regola, portando una maggiore attenzione su tutti i soggetti coinvolti da parte delle autorità federali.
È doppiato in inglese da James Sie e in italiano da Gianni Quillico.

### Bruno Levine
Bruno Levive è uno strozzino sostenuto dalla mafia che vive in un piccolo ufficio a Southport. Si trova in cima a una rete di strozzini a Empire Bay ed è ufficialmente sanzionato dalla Commissione. Presta denaro della mafia a pesci piccoli, truffatori e uomini d'affari, addebitando tassi di interesse esorbitanti e viene sostenuto dalla maggior parte della società. Nonostante ciò tratta tutti i suoi debitori nello stesso modo, senza fare differenze di alcun tipo. Onora la sua parte di qualsiasi patto che stringe alla lettera, ma si aspetta di essere ripagato con il medesimo trattamento. Sono nate diverse storie per coloro che non sono riusciti a ripagare Bruno in tempo, le quali non sono mai andate a buon fine. Una di queste è quella di Micky, l'inserviente dei bagni del ristorante The Maltese Falcon, che ha solo un dito e un pollice su una mano; Mickey doveva dei soldi a Bruno, e Joe Barbaro suggerisce che questo prestito era il motivo per cui a Micky mancano delle dita. Nel 1943 Antonio Scaletta prese in prestito del denaro da Bruno, pensando di potersi permettere di ripagarlo dopo aver ottenuto un lavoro meglio retribuito. Dopo la sua morte prematura il prestito cadde a sua moglie e sua figlia, e Bruno mandò i suoi uomini a molestare le due donne affinché ripagassero i soldi. Dopo essere tornato a casa dalla guerra due anni dopo, Vito viene a sapere del debito di suo padre e guadagna rapidamente i 2 000 $ necessari per ripagarlo, senza sapere chi fosse. Soltanto dopo aver saldato il debito contratto in seguito all' affare con la Triade, Vito scopre che Bruno ha prestato il denaro a suo padre, dato che Bruno gli ha rivelato di aver conosciuto suo padre, avendogli chiesto il prestito prima di morire.  
È doppiato in inglese da Michael Ingram e in italiano da Diego Sabre.

### Eric Riley
Eric Riley è nato a Empire Bay da genitori immigrati irlandesi nel 1918. È cresciuto a Millville, lavorando con suo padre nella manutenzione di camion per la Trago Oil Co. Eric ha sposato Sara Collins, la figlia del boss del motopropulsore di Trago, nel 1936. Dopo il matrimonio, Eric era raramente a casa, e ritornava a tarda notte dopo aver bevuto con i suoi amici delinquenti e spesso abusava verbalmente e fisicamente di sua moglie. Quest'ultima decise di lasciarlo dopo due anni terribili. Eric ha perso il lavoro poco dopo e ora guadagna soldi facendo turni occasionali in un bar e spacciando marijuana. Eric è un povero beatnik che va in giro con un gruppo di piccoli spacciatori e teppisti, con il quale commette reati minori e spende i pochi soldi che guadagna facendo feste con droghe, alcol e donne. Lui e i suoi amici hanno aiutato Frankie Potts a stabilire contatti con i bombardieri a Sand Island. Nel giugno 1945 sposa Francesca Scaletta e si trasferisce nel suo appartamento a Little Italy. Incontra il cognato Vito per la prima volta quando esce di prigione nell'aprile del 1951. Nell'appartamento della famiglia Scaletta Francesca dice a Vito che suo marito si comporta in modo sgarbato nei suoi confronti. Come con la precedente sposa, sta spesso fuori casa, beve alcolici e tradisce Francesca con altre donne e spesso abusa dell'attuale moglie quando questa si lamenta del suo atteggiamento. Quando Francesca chiede a Vito di parlare con Eric di come la tratta, Vito picchia Eric e minaccia di ucciderlo a meno che non si raddrizzi e tratti meglio sua sorella. Così Eric decide di essere onesto e diventare così un marito migliore. In seguito Vito riceve una telefonata da Francesca, che è sorpresa dal repentino cambiamento di Eric. Tuttavia, dopo che Vito dice che ucciderà Eric se la picchia di nuovo, Francesca chiede a Vito di stare lontano da loro, sostenendo che non sa più chi sia il fratello.
È doppiato in inglese da Brian Bloom e in italiano da Dario Dossena.

### Mike Bruski
Mike Bruski è apparentemente un meccanico, ma in realtà è un criminale in carriera, che ha scontato due brevi pene detentive nei suoi primi vent'anni per il suo coinvolgimento in diverse rapine alla banca di Lost Heaven. Dopo il suo secondo colpo, si è trasferito a Empire Bay e ha usato la sua scorta per aprire una discarica. Mike è entrato presto nel mercato delle truffe, gestendo il commercio di ricambio auto rubate, nascondendo i beni derivati dai furti in modo diligente e consente alla mafia locale di usare la sua discarica per smaltire le prove incriminanti. È un fanatico delle auto e trascorre la maggior parte del tempo nel suo garage. Inoltre è una delle prime conoscenze che fa Vito una volta ritornato dalla seconda guerra mondiale. Oltre alla preparazione dei veicoli, Mike si occupa della distribuzione di farmaci in tutta la città. Ama tutte le viti e i pezzi di un'auto e la sua principale fonte di guadagno è la vendita di auto rubate per la città. In Mafia II Vito può portare le macchine rubate da Mike, in modo tale che questi possa metterle nel compattatore, ricompensandolo con delle cifre in denaro.
È doppiato in inglese da John Mariano e in italiano da Marco Pagani.

### El Greco
El Greco ha studiato medicina a Londra e inizialmente ha prestato servizio come medico presso l'ambasciata greca. Fu trasferito nel 1927 nell'ufficio dell'ambasciatore degli Stati Uniti a Empire Bay. In seguito fu licenziato dalla stessa ambasciata tre anni dopo, in seguito a una relazione con la moglie dell'ambasciatore, ed entrò in uno studio privato. Dopo essere stato profumatamente ricompensato per aver salvato la vita di un certo numero di gangster durante la guerra Vinci-Moretti di Empire Bay, iniziò a offrire i suoi servizi alla malavita.
È doppiato in inglese da John Mariano e in italiano da Silvano Piccardi.

### Nathaniel Harold "Harry" Marsden III
Nathaniel Harold Marsden III, detto Harry, è nato presumibilmente a Empire Bay. Come Vito Scaletta, era un veterano di guerra in servizio nell'esercito degli Stati Uniti per sei anni. Harry sbarcò in Normandia, in Francia (più precisamente nel settore Utah), e combatté sul luogo. Tuttavia, durante una visita notturna a una casa di una prostituta in Normandia, Harry si dimise quando si ferì gravemente l'occhio sinistro su un ramo mentre si arrampicava su una staccionata. La perdita dell'occhio non sembra avere avuto un grande effetto su Harry, questi afferma persino di essere felice perché grazie a quell'incidente riuscì a uscire dall'esercito prima del dovuto. Non è noto esattamente come o quando abbia aperto il suo negozio di armi, ma viene confermato che questo faccia buoni affari fin dal 1945. Vito lo incontrerà diverse volte nel corso di Mafia II e potrà acquistare diverse armi militari non disponibili negli altri negozi.
È doppiato in inglese da Joe Sabatino e in italiano da Marco Balzarotti.

### Sidney Pen
Sidney Pen è un uomo d'affari disonesto ed ex socio di Don Alberto Clemente. Clemente acquistò una partecipazione al Pen's Empire Bay Cab & Co. alla fine degli anni venti e iniziò a riciclare i suoi profitti del contrabbando attraverso la società. I due alla fine fallirono quando Pen aprì una distilleria a Sand Island nel 1939 e si rifiutò di dare a Clemente una parte delle sue azioni, supponendo che le prove che aveva contro di lui lo avrebbero tenuto al sicuro. Dopo che i suoi uomini hanno ucciso due aspiranti sicari inviati da Clemente, Pen ha aumentato la sua sicurezza personale. Dopo aver respinto un certo numero di sicari di Clemente, Vito Scaletta, Joe Barbaro e Henry Tommasino vengono inviati per eliminarlo nel 1945, dove effettivamente la cosa accadrà.
È doppiato in inglese da John Capodice e in italiano da Pietro Ubaldi.

### Harvey "Beans" Epstein
Harvey Epstein, detto Beans, viene menzionato per la prima volta durante l'undicesima settimana della storia di Frankie Potts, dove è descritto come un maestro falsario ed è noto per stampare denaro falso da utilizzare in affari illegali. Nella missione Balls and Beans, viene catturato dagli uomini di Alberto Clemente e interrogato al mattatoio da Luca Gurino e Sammy. Dopo essere stato salvato da Vito Scaletta, assiste Tony Balls nell'uccidere lentamente Luca Gurino.
È doppiato in inglese da Jerry Sroka e in italiano da Pino Pirovano.

### Mickey Desmond
Mickey Desmond è un membro della gang di O'Neil. Dopo che Vito Scaletta uccise il cugino di Desmond Brian O'Neil nel 1945, Mickey prese il controllo della banda e ordinò la morte di Vito come vendetta per l'omicidio di suo cugino. Dopo aver appreso della liberazione anticipata di Vito dalla prigione, Mickey e alcuni membri della sua banda si recarono alla nuova casa di Vito armati di bombe Molotov; quindi Mickey ordinò al suo gruppo di bruciare la casa di Vito, ma quest'ultimo sopravvisse all'attacco e chiese al suo amico Joe Barbaro se poteva aiutarlo ad affrontare Mickey. Joe acconsentì e i due andarono a Hill of Tara, un bar di Kingston frequentato dalla banda irlandese. All'arrivo, Joe e Vito affrontarono Mickey e, dopo un amaro scambio di parole, ne seguì uno scontro a fuoco. Desmond salì in macchina tentando di fuggire, ma Vito e Joe lo inseguirono e lo finirono dopo aver ucciso i suoi uomini nel bar.
È doppiato in inglese da Joe Barrett e in italiano da Marco Balzarotti.

### Hollis Dupree
Hollis Dupree è un veterano militare che ha prestato servizio nella seconda guerra mondiale e nella guerra di Corea. Attualmente risiede a Southdowns. Nel 1968, Hollis Dupree uccise due uomini afroamericani, Lamont Harris, 24 anni, e Trey McCall, 25 anni, quando bussarono alla porta di casa di Dupree in cerca di aiuto con una gomma della macchina a terra. Dupree afferma che stava solo difendendo la sua casa, pensando che fossero lì per ucciderlo, tuttavia ci sono prove che entrambi sono stati colpiti alla schiena mentre stavano fuggendo da Dupree. Il dipartimento di polizia di New Bordeaux inizialmente considerava l'incidente un'autodifesa, ma la pressione dei gruppi per i diritti civili e la crescente attenzione nazionale sul caso hanno spinto il procuratore distrettuale a sporgere denuncia contro Dupree. Cornelius Holden era il giudice che presiedeva il suo processo e intendeva assolvere Dupree dalle accuse poiché, nonostante le prove contro la sua storia di autodifesa, pensava che un uomo bianco dovesse avere il diritto di difendere la sua casa. Dopo il successivo assassinio di Holden, è stato dichiarato un errore giudiziario e il procuratore distrettuale ha rifiutato di ricaricare Dupree, citando una mancanza di prove. Lo si può sentir parlare ogni tanto assieme a Remy Duvall alla radio durante il programma Figli della patria.
È doppiato in inglese da Casey Sander e in italiano da Roberto Palermo.

### Stephen DeGarmo
Stephen DeGarmo è il nipote di Remy Duvall, un noto alleato della famiglia Marcano. Dopo che Remy fu ucciso da Lincoln, Stephen divenne erede della sua tenuta, che comprendeva il terreno dove Sal Marcano stava costruendo il suo nuovo casinò. Quando Sal venne a conoscenza di ciò, lui e Olivia Marcano escogitarono un piano per offrire a DeGarmo una parte dei profitti del casinò in cambio della firma dei diritti sulla terra. Sal non intende assolutamente mantenere questo accordo e prevede di far uccidere DeGarmo una volta che avrà firmato i documenti. Quando DeGarmo arriva al Retroussé Yacht Club per firmare, si rifiuta di cedere il terreno. Olivia ha così chiesto ai suoi uomini di portarlo in una baracca sul retro e tentare di costringerlo a firmare, ma anche dopo che gli hanno rotto una mano e lo hanno minacciato di rompere ogni osso del suo corpo, Stephen ha rifiutato nuovamente. Dopo che DeGarmo è stato ripetutamente sfruttato dai Marcano, Lincoln Clay ha fatto irruzione nell'edificio dove era tenuto e lo ha liberato. Poco dopo i due fuggono dal Club con l'auto di DeGarmo e Lincoln lo lascia con John Donovan, che lo fa uscire da New Bordeaux per nascondersi altrove.
È doppiato in inglese da Mattlock Zumsteg e in italiano da Federico Viola.

### Giudice Cornelius Holden
Cornelius Holden è un giudice presso la Fifth Circuit Court della Louisiana dal 1951. Holden è estremamente disonesto nei confronti dell'opinione pubblica ed è la risorsa politica più importante della famiglia Marcano, che gli ha pagato una somma molto alta di denaro per metterlo nel loro "libro paga". Lou Marcano si assicura che Holden ottenga "quello che vuole", come prostitute, droghe e alcol, mentre fa anche diverse richieste e lo protegge. Holden era un giudice conservatore razzista che sosteneva le vecchie visioni tradizionali del sud della supremazia bianca. Se pedinato durante una missione, può essere sentito dire che assolverà Hollis Dupree, il cui processo per il doppio omicidio di due uomini neri, Trey McCall e Lamont Harris, stava presiedendo. Holden crede che, nonostante le prove che Dupree abbia sparato ai due uomini disarmati mentre stavano scappando, un uomo bianco abbia il diritto di difendere la sua casa. Quando Sal Marcano iniziò i suoi piani per costruire un casinò e legalizzare il gioco d'azzardo in città, disse a zio Lou di costringere Holden a legalizzare il gioco d'azzardo per loro conto. Nel 1968, Holden non era molto collaborativo con Lou ed era spaventato dagli attacchi di Lincoln Clay ai racket e agli scagnozzi di Lou. Quest'ultimo ha offerto a Holden i suoi migliori uomini e guardie del corpo per tenerlo al sicuro, ma Holden non ha ascoltato e ha cercato di fuggire dal distretto in un convoglio di tre auto piene delle sue guardie del corpo, il che si è rivelato infruttuoso, poiché Lincoln è stato in grado di rintracciarlo e assassinarlo. Dopo la sua morte, un telegiornale radiofonico su WNBX indica che la polizia ritiene che il suo omicidio sia correlato al caso Hollis Dupree, piuttosto che ai suoi legami con la famiglia Marcano, che non sono noti fino a dopo la morte di Holden.
È doppiato in inglese da Richard Epcar e in italiano da Andrea De Nisco.

### Charles Laveau
Charles Laveau era un barista che lavorava al Sammy's Bar a Delray Hollow. Ora gestisce una trasmissione radio pirata dal suo garage a Hollow e guida un movimento per i diritti civili con sede nel suo complesso a Bayou Fantom, da dove lui e sua figlia Roxy organizzano la loro lotta per la parità dei diritti e assicurano lo sceriffo Walter "Slim" Beaumont di Sinclair Parish alla giustizia. Dopo che la mafia nera è stata eliminata dai Marcano, Laveau ha unito le forze con la mafia haitiana piuttosto che inchinarsi alla Dixie Mafia. Ha sorvegliato il Douchet's, un bordello che originariamente era un locale che prendeva nome dalla defunta moglie di Sammy Robinson, Perla, per imparare tutto ciò che poteva al riguardo. Quando Cassandra manda Lincoln Clay a vedere Laveau, dice a Lincoln che Merle Jackson ha trasformato il locale in un bordello dove lascia che gli uomini bianchi facciano quello che vogliono alle loro giovani "sorelle" nere. Suggerisce a Lincoln di attirare l'attenzione di Merle liberando tre donne che tiene prigioniere nel club, definendole le sue "purosangue" perché sono le sue principali fonti di denaro. Dopo che le ragazze sono state liberate, Laveau scopre che Merle si sta appoggiando duramente ai suoi magnaccia per compensare la loro perdita, e suggerisce che portarle fuori costringerà Merle a presentarsi da Douchet per affrontare le cose di persona, dando a Lincoln la possibilità di farlo fuori. Grazie all'aiuto di Laveau, Lincoln e gli haitiani sono in grado di abbattere Jackson e riconquistare il Perla come luogo di socializzazione della comunità locale. Conosciuto dal suo pubblico come The Voice (La voce), Laveau trasmette un programma radiofonico pirata che chiama The Hollow Speaks (Voce dell'Hollow). Usa la radio per parlare contro il razzismo dilagante nel sud degli Stati Uniti e le ingiustizie perpetrate dall'establishment bianco d'élite. Ha opinioni fortemente presuntuose, che sono spesso di natura rivoluzionaria e cospirativa. Il suo programma parla di argomenti che vanno dalla legalizzazione della marijuana al coinvolgimento dell'FBI nella morte di Martin Luther King Jr.. Le sue opinioni sono spesso un contrappunto al programma di Remy Duvall, Native Son, e celebra persino la morte di Remy in onda. Nell'ultimo anno, il movimento di Laveau si è concentrato sulla Sinclair Parish e sulla distruzione dell'immagine del suo sceriffo razzista, Walter "Slim" Beaumont. Le violazioni dei diritti civili di Beaumont sono ampiamente note e la parrocchia che governa è divisa tra coloro che vogliono il cambiamento e coloro che vogliono mantenere lo status del suo passato segregato. Insieme a sua figlia Roxy e alleati come Mitch "M.J." Decosta ed Ezekiel Dandridge, il gruppo ha messo insieme prove e testimonianze da consegnare a un avvocato per i diritti civili a Washington DC, nella speranza di mandare Beaumont in prigione. Quando lo sceriffo uccide Ezekiel a tarda notte e trova la cartella piena di prove, Laveau chiama il suo fidato amico Lincoln Clay per riaverla e occuparsi di Slim e dei suoi co-cospiratori dell'Unione Sudista, che stanno intimidendo la gente di Sinclair Parish.
È doppiato in inglese da Dave Fennoy e in italiano da Walter Rivetti.

### Senatore Richard Blake
Richard Blake è il presidente del comitato ristretto per l'intelligence del Senato degli Stati Uniti e anche il senatore democratico della Louisiana. Dopo la laurea in giurisprudenza, Blake ha lavorato per un po' come procuratore distrettuale prima della sua nomina al Senato, in rappresentanza dello stato della Louisiana. Ha presieduto l'udienza sulla crociata di Lincoln Clay contro la famiglia Marcano durante l'estate e l'autunno del 1968 a New Bordeaux, che ha avuto luogo nel settembre del 1971, ascoltando la testimonianza dell'ex agente della CIA. John Donovan, rivoltosi al Comitato per testimoniare, che ha aiutato Lincoln nei suoi sforzi. Dopo che Donovan afferma durante la sua audizione che il senatore Blake in passato ha cospirato con figure della mafia americana, tra cui Sal Marcano, per uccidere l'ex presidente John Fitzgerald Kennedy per promuovere la sua carriera politica, lo stesso Donovan lo uccide con un colpo di pistola silenziata, promettendo di fare lo stesso con tutti coloro che erano coinvolti nell'assassinio di Kennedy.
È doppiato in inglese da Gino Scandur e in italiano da Claudio Colombo.

### Senatore Walter Jacobs
Walter Jacobs era un senatore per lo stato della Louisiana, che ha ricoperto l'incarico presso la Commissione per le entrate e gli affari fiscali. È finito nel mirino di Lou Marcano dopo che quest'ultimo lo aveva ricattato perché aveva tradito sua moglie con delle prostitute. Dopo l'omicidio del giudice distrettuale Cornelius Holden per mano di Lincoln Clay, Lou e Sal Marcano avevano bisogno di un altro politico influente all'interno di New Bordeaux che potessero corrompere per annullare il divieto statale di gioco d'azzardo. Lou Marcano organizzò una festa di raccolta fondi per il senatore a bordo della Delphine al fine di tornare nelle grazie di Sal dopo che Lincoln Clay aveva mandato a monte i suoi mezzi per guadagnare denaro rilevando i suoi racket nel French Ward e assassinato il giudice Holden, che era stato pesantemente corrotto da Lou per ribaltare il divieto statale al gioco d'azzardo. Quando inizia l'attacco di Lincoln al battello, Lou ordina ai suoi uomini di proteggere il senatore Jacobs, poiché è la sua ultima possibilità per salvare il piano di legalizzazione del gioco d'azzardo. Tuttavia, una volta che tutti i suoi uomini sono stati uccisi e Clay, Lou cambia idea sul senatore e cerca di prenderlo in ostaggio, usandolo come diversivo in modo tale che Clay lo lasci scappare. Il piano di fuga di Lou viene sventato, ma il motore del battello esplode sotto di loro, facendo cadere Clay e Lou nel fiume e bruciando il senatore Jacobs.
È doppiato in inglese da Cris D'Annunzio e in italiano da Diego Sabre.

### Alvarez
Alvarez è un contraffattore di denaro cubano che ha lavorato per Sal Marcano. Dopo la rapina alla Federal Reserve, Sal è riuscito ad acquisire alcune targhe di denaro e ha fatto assumere a suo fratello minore Tommy Marcano un falsario, poiché Sal non era in grado di contraffarlo da solo; Tommy ha così assunto Alvarez per svolgere il lavoro assieme a lui. Tuttavia, a quel tempo, Lincoln Clay venne a sapere tramite Frank Pagani dell'esistenza delle targhe e di Alvarez. Lincoln poi andò nel distretto di Southdowns, dove operavano Tommy e Alvarez, e rilevò i racket di Tommy. Diffidando dei Marcano, Alvarez ha contattato suo zio Zarraga e gli ha chiesto di andare a prenderlo per tornare a Cuba, e suo zio ha accettato di farlo. All'insaputa di Alvarez, Zarraga era collegato ai Marcano e, dopo aver ricevuto il messaggio di suo nipote, lo ha immediatamente denunciato ai Marcano. Alvarez, che si era nascosto al faro di Anderson Bay, a sud-est di Bayou Fantom, è stato sorpreso da un piccolo numero di sicari inviati da Tommy per prenderlo. Tuttavia, Lincoln arrivò appena in tempo e salvò Alvarez, che sebbene inizialmente riluttante a fidarsi di Lincoln, decise di fuggire dalla zona con lui. Fuggendo da una squadra di sicari di Marcano, Alvarez viene portato da Lincoln nella chiesa di padre James; lì, Lincoln spiegò a padre James che Alvarez sarebbe stato ucciso da Marcano se fosse rimasto in città, o in tutto il paese per quella storia. Padre James, sebbene all'inizio esitante, acconsentì ad aiutare Alvarez a fuggire dal Paese, dicendo che conosceva un gesuita in Nuovo Messico che aiutava gli uomini in queste situazioni.
È doppiato in inglese da Alex Ruiz e in italiano da Diego Baldoin.

### Baka
Baka è un membro della banda criminale degli haitiani. Nel 1957 François "Papa Doc" Duvalier venne eletto presidente di Haiti, e due anni dopo fondò una polizia segreta, la Tonton Macoute, mantenendo la popolazione haitiana nel terrore e spingendola a rifugiarsi negli Stati Uniti del sud; alcuni haitiani fondarono gruppi criminali nascondendosi nei bayou, costituendo quindi la mafia haitiana. Gli haitiani non vedevano di buon occhio Sammy Robinson, leader della Black Mob, perché lo consideravano un "traditore della razza" per aver lavorato con Sal Marcano, italoamericano bianco. Cominciarono così a interferire con le sue operazioni, come la lotteria nera, nel tentativo di rovesciare il suo potere e ottenere il controllo di Delray Hollow da soli. Dopo che la mafia haitiana ha organizzato un attacco alla mensa di Warm Hearts, Sammy decide che le molestie sono andate oltre il previsto. Sammy ha erroneamente identificato Baka come il capo della mafia haitiana e ha ordinato ai suoi figli Lincoln ed Ellis di assassinarlo. La disinformazione era probabilmente dovuta ai membri della banda haitiana che proteggevano Baka e ricevevano ordini da lui, il che suggeriva che anche se non il capo, Baka fosse certamente un uomo di grande importanza nella banda. Mesi dopo la morte di Baka, Lincoln apprese che Cassandra era il vero leader degli haitiani. Come sospetto leader del gruppo, Baka fu ucciso quando Lincoln Clay si infiltrò nel campo haitiano di Bayou Fantom cercando di porre fine alla loro interferenza negli affari della Black Mob. Dopo essere stato ferito a morte da Lincoln, lo maledice, affermando che l'Hollow è gestito da un "trayi jezi", ovvero un codardo e un traditore, e che gli uomini neri non dovrebbero rispondere a un bianco.
È doppiato in inglese da Asante Jones e in italiano da Francesco Rizzi.

### Jonathan Maguire
Jonathan Maguire è un ex ufficiale dell'FBI, venne reclutato non appena concluso il collage. Il suo primo incarico fu a Chicago, ma fu trasferito a New Bordeaux nel 1968. Vi rimase fino al 1986, quando fu promosso a vicedirettore della Criminal Enterprise Branch. Rimase con l'FBI fino al suo ritiro nel 1999. Gli fu assegnato il compito di indagare sulla famiglia Marcano e su Lincoln Clay dopo che questi avevano scatenato una guerra contro di loro. Ha cercato di far arrestare Sal Marcano dopo che un testimone al Sammy's Bar gli ha detto di aver visto Sal, Giorgi e un altro collaboratore lasciare il locale dopo il massacro. Tuttavia, gli sforzi di Maguire furono vani dinanzi a Holden, un giudice corrotto che era sul libro paga di Marcano, che Maguire avrebbe poi scoperto dopo l'assassinio di Holden. Maguire lasciò la Criminal Enterprise Branch nel 1999.
È doppiato in inglese da Cully Fredricksen e in italiano da Claudio Beccari.

### Reporter
Il Reporter è un giornalista che lavora per il New Bordeaux News, dove riferisce di vari eventi che accadono nella città e in tutto il mondo. Le sue trasmissioni possono essere ascoltate su tutte le stazioni radio locali e fa anche dei reportage sul campo per WNBX su canale 5. Lavorando come reporter sul campo per il canale 5, ha coperto la morte di Tony Derazio quando gli uomini armati hanno preso d'assalto il Royal Hotel a Downtown. In seguito riferì della morte del senatore Jacobs in un'esplosione infuocata a bordo di un battello fluviale a Bayou Fantom, insieme all'imprenditore locale Lou Marcano e diversi ricchi donatori che erano lì per partecipare a una raccolta fondi per il senatore. Era presente anche sulla scena di Frisco Fields quando uno dei cittadini più importanti della città, Remy Duvall, fu selvaggiamente assassinato dopo essere stato legato a una croce e dato alle fiamme. Nel corso del gioco, narra lo scorrere degli eventi, è sempre ascoltabile se si selezione WNBX alla radio quando si sale su un veicolo in Mafia III. Riferisce anche sul processo in corso contro Hollis Dupree, accusato di aver ucciso due uomini di colore locali a Southdowns, così come importanti eventi di cronaca nazionale e mondiale.
È doppiato in inglese da Chris Tardio e in italiano da Roberto Accornero.

### Joe
Joe è uno degli uomini di Tony Derazio e proprietario di un negozio a Downtown. Nel 1968, dopo che Lincoln Clay prese i racket di Tony e uccise la maggior parte dei suoi esecutori e collaboratori, le condizioni del negozio di Joe peggiorarono in quanto i suoi uomini vennero uccisi l'uno dopo l'altro da Lincoln. Deluso, Tony è andato personalmente al suo negozio per trattare con Joe, che stava cercando di recuperare del denaro per pagare Tony, essendo supervisionato da Dominick. Tony poi ha tenuto una conferenza a Joe per aver lasciato il suo negozio in un tale stato di disperazione, e poi Joe ha chiesto a Tony se sapesse quanti uomini Lincoln avesse ucciso, cercando di giustificare i suoi fallimenti. Tony ha risposto "sì", prima di tirare fuori una pistola e sparare fatalmente a Joe in fronte.
È doppiato in inglese da Anthony Michael Jones e in italiano da Luca Semeraro.

### Dominick
Dominick è un uomo sulla quarantina che lavora per Tony Derazio, aiutandolo a prendersi cura dei suoi affari e dei racket a Downtown supervisionando gli introiti e le attività dei sottoposti. Durante la sua carriera nella famiglia Marcano finisce a lavorare con altri soci di Tony, Geezer Cruzat e Gus Borelli, in un bar. All'interno della famiglia Marcano, Dominick gode della fiducia di Tony, luogotenente di Sal Marcano. Dominick assiste all'omicidio di Joe, uomo di Tony Derazio proprietario di un negozio a Downtown le cui condizioni erano peggiorate dopo che Lincoln Clay aveva iniziato a mettere i bastoni tra le ruote a Derazio, e poi viene incaricato da Tony di tenere le chiavi del Royal Hotel, base delle operazioni di Tony, per evitare che intrusi penetrino nella struttura, ma Dominick viene ucciso da Lincoln a un bar a Downtown, che quindi prende le chiavi dell'Hotel per infiltrarvisi e uccide Derazio.

### Connor Aldridge
Connor Aldridge è un ex agente della CIA che si è rivoltato contro gli Stati Uniti mentre lavorava come agente segreto in Vietnam. Nel giugno 1954, lui e il collega John Donovan lavorarono insieme in Guatemala come parte dell'operazione PBSUCCESS, un'operazione segreta che depose il presidente guatemalteco democraticamente eletto Jacobo Arbenz Guzmán e pose fine alla rivoluzione del 1944–1954. Nel 1963 Aldridge era in Vietnam per conto della CIA, dove è stato incaricato di infiltrarsi nell'esercito del Vietnam del Nord al fine di coltivare contatti e trovare ulteriori agenti all'interno dei loro ranghi. Ad un certo punto si è rivoltato contro il suo Paese e ha iniziato a fornire loro informazioni. Crede che il governo stia mentendo, che l'incidente del golfo del Tonchino sia stato solo uno stratagemma escogitato dalla NSA per trascinare gli Stati Uniti in guerra e che il governo statunitense sia il vero nemico, responsabile dell'uccisione di migliaia di soldati americani. John Donovan venne a sapere del tradimento di Aldridge e intercettò uno dei suoi contatti di nome Trong. Durante l'interrogatorio Trong ha raccontato di un incontro programmato tra lui e Aldridge in un vicolo a Saigon. Dopo aver convinto Trong a rivelare tutto ciò che Aldridge aveva fatto, Trong fu ucciso e Donovan prese il suo posto per l'incontro con Aldridge. Quando questi arrivò per la riunione, trovò invece Donovan, così Aldridge gli disse di starne fuori, ma Donovan lo informò che Trong non sarebbe venuto. Quando gli chiese cosa avesse fatto, Donovan ha spiegato che Trong era morto, ma non prima di aver rivelato tutti i piccoli segreti di Aldridge. Aldridge era un traditore e lui era lì per fermarlo. Quando Donovan ha tentato di accoglierlo, Aldridge ha cominciato a provocarlo e ne è seguita una rissa. I due si scontrarono nel vicolo e presto Aldridge ebbe la meglio. Con un coltello alla gola di Donovan, Aldridge tentò di estorcergli altre informazioni, solo per scoprire che aveva già rivelato ciò che gli aveva detto Trong e che la rete di Aldridge era già stata radunata. Dopo questo un paio di poliziotti sono arrivati sul luogo, dando ad Aldridge la possibilità di fuggire via. Otto anni dopo Aldridge si presenta a New Bordeaux mentre cerca di rintracciare una testata termonucleare di fabbricazione russa che si trovava a bordo di un aereo cargo cubano quando cadde durante una tempesta. La CIA ha chiamato l'incidente "Devotchka" e ha cercato l'aereo abbattuto per dodici mesi prima di dichiararlo disperso in mare. L'equipaggio formato da quattro uomini è stato salvato e due di loro sono stati prelevati dalla marina statunitense e portati a New Bordeaux, dove sono stati interrogati dalla CIA. Uno di questi uomini, Horatio Balmana, da allora lavora come barista in un ristorante cubano nel French Ward. Aldridge lo rintracciò e lo torturò facendogli rivelare la posizione di Pedro Pan, un membro della safe house della CIA situata a Bayou Fantom. Insieme alla sua squadra di mercenari assoldati, Aldridge è stato in grado di infiltrarsi nella safe house e farsi strada nella sua sala computer mainframe. Donovan e Lincoln Clay arrivano al rifugio subito dopo, ma non sono in grado di fermarlo prima che costringa un agente ad aprire la cassaforte dove sono conservati i file. Una volta che Aldridge ha ciò per cui è venuto, fugge dal rifugio e si dirige a recuperare la bomba atomica. Con i file che ha rubato alla CIA, Aldridge è in grado di rintracciare l'aereo abbattuto fino alla sua posizione su un'isola sconosciuta nel golfo del Messico. La sua squadra recupera la testata e la trasporta a Siniy-2, una base missilistica parzialmente completata che è stata abbandonata dopo la crisi missilistica cubana. Il suo piano è caricare la testata su un sottomarino e trasportarla in una destinazione sconosciuta, dove ha preso accordi per venderla a un generale della NVA. Mentre Aldridge finalizza i suoi piani per il trasporto della testata, Donovan e Lincoln sono già sulle sue tracce e stanno attraversando l'isola, eliminando il suo esercito di mercenari durante la sua ricerca. Quando raggiungono la base missilistica, Aldridge cerca di far ragionare Donovan, chiedendogli di andarsene. Gli dice che lui e Lincoln sono abili, e che odia pensare di farli fuori, ritenendo prezioso il governo degli Stati Uniti di Donovan. Afferma che le persone che chiamano i loro nemici, i russi, la NVA, non sono diverse dal governo americano, proprio come Donovan non è diverso da lui. Tuttavia, Donovan non crede alle sue delusioni. Mentre i due avanzano verso la baia dei sottomarini, Aldridge diventa frustrato dalla loro tenacia. Donovan ha ucciso i suoi uomini nel tentativo di portargli via ciò per cui ha lavorato così duramente, ma si rifiuta di ascoltare la verità. Tutto quello che stava facendo era in atto da quando Donovan ha rovinato il suo accordo con Trong, e ora Aldridge intende fargliela pagare ad ogni costo. Apre il fuoco su di loro con una torretta mentre i suoi uomini combattono da tutte le parti. Nonostante la travolgente potenza di fuoco, Donovan e Lincoln riescono a eliminare i suoi uomini e ferire Aldridge, costringendolo a fuggire all'interno del sottomarino per mettersi al riparo. Con l'area libera e Aldridge sottomesso, Donovan entra nel sottomarino per parlare con lui un'ultima volta. Chiede ad Aldridge cosa stesse pensando, aiutando un nemico giurato degli Stati Uniti in tempo di guerra. Aldridge risponde dicendo che né l'NVA né i VC sono suoi nemici. Continua dicendo che i soldati statunitensi laggiù sono spaventati e si preoccupano solo di tornare a casa vivi; il problema è che quando tornano a casa, le loro menti sono tutte confuse o trovano la loro ragazza con un altro ragazzo. Disgustato dal tentativo di Aldridge di giustificare le sue azioni, Donovan afferma di averlo ammirato, pensando di rappresentare tutto ciò che non esiste negli Stati Uniti, ma è altrettanto avido ed egoista come tutti gli altri. Aldridge risponde dicendo che non c'è alcun "domino", e se il Vietnam cade a nessuno importerà della cosa. L'intero paese è un ristagno dove tutti vivono in capanne e la metà di loro non ha nemmeno le scarpe. A modo suo avrebbe posto fine alle cose. Dopo questo, Donovan chiede se ha finito, e Aldridge conferma. Donovan spara quindi un colpo, uccidendo Aldridge prima di uscire dal sottomarino. Alla fine, la testata viene trasportata in aereo dall'isola, dove viene portata negli Stati Uniti per essere consegnata al governo.
È doppiato in inglese da Andy Davoli.

### Roxy Laveau
Roxy Laveau è la figlia di Charles Laveau. È cresciuta con sua madre ad Atlanta, in Georgia, e di recente si è recata a New Bordeaux per unirsi al movimento di suo padre per la lotta per i diritti civili e l'uguaglianza per tutte le persone di colore che vivono lì. Nell'ultimo anno, il movimento si è concentrato su Sinclair Parish per abbattere il suo sceriffo razzista, Walter "Slim" Beaumont. Le violazioni dei diritti civili di Beaumont sono ampiamente conosciute e la parrocchia che governa è divisa tra chi vuole il cambiamento e chi vuole mantenere lo status del suo passato segregato. Essendo una donna di colore forte e orgogliosa, Roxy vuole occuparsi dello sceriffo da sola, ma accetta di seguire il consiglio di suo padre e di collaborare con l'invariante Lincoln Clay. Avendo sentito parlare delle imprese di Lincoln contro la Dixie Mafia, lo avverte che la situazione a Sinclair è molto diversa da quella che Lincoln ha affrontato a New Bordeaux, una lezione che apprende rapidamente quando i due entrano nella parrocchia e vengono immediatamente inseguiti dai deputati dello sceriffo per il crimine di essere semplicemente neri. Dopodiché, Roxy presenta Lincoln al suo alleato più fidato, Mitch "M.J." Decosta. M.J. e Lincoln si sono subito accordati mentre i tre preparavano un piano per riavere le prove che incriminano lo sceriffo e trattare con lui. Quando scende la notte, Lincoln e Roxy entrano in città. Con Roxy che fornisce sorveglianza e informazioni, Lincoln si infiltra nell'ufficio dello sceriffo di Sinclair per prendere la cartella dalla sua scrivania. Con le prove in mano, Roxy si rende presto conto che lo sceriffo ha già iniziato a contrastare l'anno di lavoro che il movimento aveva impiegato. Molti dei testimoni sono scomparsi e lo sceriffo ha chiuso la parrocchia, assicurandosi che nessuno esca da lì. I tre preparano rapidamente un piano: Roxy e Lincoln useranno il suo fidato Nightcrawler per scatenare l'inferno in città, distraendo il dipartimento dello sceriffo abbastanza a lungo da permettere a M.J. di mettere in salvo i restanti testimoni. Una volta che tutti sono al sicuro, l'ultima cosa che resta da fare è portare tutto al complesso di suo padre. Roxy manda Lincoln a ritirare la cartella mentre se ne va con M.J. e i testimoni. Non passa molto tempo prima che le cose si mettano male, poiché Slim coglie Lincoln di sorpresa quando se ne va. Sottomesso e incatenato, Lincoln viene consegnato ad alcuni uomini dell'Unione Sudista per "divertirsi" con lui. Sapendo che qualcosa non va, Roxy torna alla fattoria e assiste Lincoln con il fuoco di copertura dei cecchini. I due riescono a fare i conti con i deputati e con i ragazzi dell'Unione, ma Slim fugge via nel suo camion. Roxy e Lincoln gli danno la caccia mentre Slim si fa strada attraverso la parrocchia. Dopo un lungo inseguimento, Roxy riesce finalmente a colpire Slim, facendolo schiantare contro un muro. Confuso e insanguinato, Slim striscia fuori dalle macerie, aspettandosi di incontrare la sua fine, ma Lincoln e Roxy gli dicono che dovrà rispondere dei suoi crimini, e Roxy poi ricorda a Slim che essere un poliziotto bianco e razzista lo renderà molto popolare in prigione. Caricano Slim sul retro della Nightcrawler di Roxy e lo riportano al complesso. Una volta che tutto si è sistemato, Lincoln viene a salutare Roxy e la trova un po' a disagio. Si chiede se qualcosa di quello che hanno passato avrà davvero importanza: hanno eliminato Slim, ma tutto quello che vede è dolore e bruttezza nel mondo. Lincoln le offre un consiglio che qualcuno una volta gli ha dato: "Se tutto ciò che cerchi nel mondo è il male, è tutto ciò che vedrai". Poi le dice che è una delle persone più luminose che abbia mai conosciuto, e di non lasciare che il mondo la cambi e gliela porti via. I due iniziano a ballare e trascorrono una serata romantica insieme. La mattina seguente, lascia una lettera sul comodino per Lincoln mentre lascia Sinclair Parish.
È doppiata in inglese da Kalilah Harris.

### Mitch "M.J." Decosta
Mitch Decosta, detto M.J., è un cittadino di Sinclair Parish, nonché un membro del Movimento di Laveau, della famiglia Clay e un ex soldato degli Stati Uniti. M.J. è nato e cresciuto nella parrocchia di Sinclair, e ha vissuto nella fattoria di famiglia alla periferia della città. Mentre prestava servizio in Vietnam, il suo elicottero è stato colpito da un RPG ed è caduto. Quando M.J. si è svegliato, aveva una parte del motore che sporgeva dal suo corpo e così la ferita gli ha fatto perdere parte dello stomaco e gli è stata concessa una dimissione medica dall'esercito degli Stati Uniti. Dopo essere tornato a casa ha visitato l'ospedale VA, dove gli è stato detto che soffriva di "pensieri intrusivi" a causa delle sue esperienze in guerra. Gli venne somministrato un farmaco che però non lo aiutò e così ha iniziato a coltivare erba. Quando ha condiviso il suo primo raccolto con alcuni amici, si è sparsa la voce e il suo hobby è diventato presto un'attività redditizia. Con il dipartimento dello sceriffo locale così concentrato sul mantenere la parrocchia una comunità tutta bianca, è riuscito a passare inosservato. Insieme alla sua operazione di coltivazione, M.J. ha trascorso l'ultimo anno aiutando Charles e Roxy Laveau nella loro causa per i diritti civili contro lo sceriffo Slim Beaumont. In quel periodo è diventato un amico fidato di Roxy e, sebbene a volte segua più il suo istinto che il buon senso, lei fa affidamento su di lui per svolgere diversi incarichi. Tramite il suo amico Mickey nel dipartimento dello sceriffo, M.J. venne a sapere dove Slim teneva la cartella delle prove che il gruppo aveva raccolto contro di lui e passò quelle informazioni a Laveau. Quando il loro piano ha cominciato a prendere una brutta piega, M.J. ha rischiato la sua vita per salvare tre testimoni dello sceriffo e portarli fuori dalla parrocchia di Sinclair. La loro lotta contro Walter Beaumont e l'Unione Sudista è costata a M.J. la sua operazione di coltivazione nella fattoria di famiglia. Ciò che non è stato distrutto nell'incendio è stato preso dagli avvoltoi locali che raccoglievano la sua vecchia operazione. M.J. ha deciso di andare avanti e di ricostruire una nuova grow house a Laveau's Compound, il complesso di Charles Laveau, dando supporto a Laveau e al suo movimento in cambio dei nuovi scavi. Dopo aver collaborato con Lincoln, i due iniziano da zero con un raccolto di Ditch Weed e vanno da lì. Lungo la strada, M.J. insegna a Lincoln tutto ciò che sa sull'erborismo mentre sperimentano nuove varietà. Reinvestendo i soldi dei loro raccolti, costruiscono rapidamente un'azienda di coltivazione all'avanguardia, fornendo erba di alta qualità alla popolazione di New Bordeaux. Il successo della loro impresa offre a M.J. l'opportunità di trovare pace con le sue esperienze nella guerra, di essere in grado di fare qualcosa di costruttivo con le sue mani che non implichi di usare la violenza per fare del male alle persone, cosa di grande conforto per lui.
È doppiato in inglese da Thomas Gorrebeeck.

### Walter "Slim" Beaumont
Walter Beaumont, detto Slim, è lo sceriffo di Sinclair Parish, una piccola comunità agricola rurale fuori New Bordeaux. In qualità di suprematista bianco del sud, Slim dirige il dipartimento dello sceriffo "come se Jim Crow rappresentasse ancora la legge del paese": lui e i suoi deputati operano nell'assoluta impunità e usano il loro potere per mantenere bianca la popolazione di Sinclair attraverso intimidazioni, molestie e persino omicidi. Ha amici influenti nel governo dello stato e nell'Unione del Sud, che sostengono pienamente i suoi sforzi, finanziando la sua prossima candidatura per la rielezione. Nel 1967 Charles Laveau e il suo movimento attivista fondarono una causa per i diritti civili contro Beaumont. Lavorando con un avvocato di Washington D.C., trascorsero l'anno successivo a raccogliere prove e testimonianze da presentare davanti a un tribunale federale. Ad aiutare Laveau con il caso vi era Ezekiel Dandridge, che stava incontrando diversi testimoni e raccogliendo prove. Una tarda sera, mentre lasciava la parrocchia di Sinclair, Ezekiel si fermò per telefonare a Laveau. Mentre parlavano, fu avvicinato dallo sceriffo Beaumont, che gli chiese cosa stesse facendo nella sua parrocchia così tardi. Dopo una breve conversazione Beaumont gli ha sparato, uccidendolo. Dopo aver ispezionato il veicolo di Ezekiel, Beaumont ha scoperto la cartella contenente tutte le prove che il movimento aveva raccolto nell'ultimo anno e decide di riportare le prove nel suo ufficio per custodirle. Mentre guarda la cartella, Beaumont scopre cosa ha combinato il movimento di Laveau. Dopo aver preso appunti ed evidenziato alcuni nomi, mette in stato di massima allerta il Dipartimento dello Sceriffo, bloccando la parrocchia mentre inizia a rintracciare i vari testimoni, facendoli affrontare dai suoi deputati mentre si prepara a trasferirsi e occuparsi di loro. La sera seguente Roxy Laveau e Lincoln Clay si infiltrano nell'ufficio dello sceriffo di Sinclair e recuperano le prove che aveva raccolto Ezekiel dalla scrivania di Beaumont. Quando scoprono il piano dello sceriffo, escogitano rapidamente il proprio per salvare i restanti testimoni. Usando la Lassiter Nightcrawler di Roxy, quest'ultima e Clay fomentano diversi guai a Sinclair Parish per distrarre il dipartimento dello sceriffo abbastanza a lungo da permettere a Mitch "M.J." Decosta di portare gli ultimi tre testimoni sani e salvi fuori dalla parrocchia di Sinclair. Il piano ha successo e i testimoni vengono portati in salvo, ma Beaumont riesce a rintracciarli alla fattoria della famiglia Decosta, catturando Lincoln Clay e recuperando la cartella delle prove che stava portando con sé. Con Lincoln ora in catene, Slim gli dice che i suoi amici sono scappati, ma lui ha la cartella, e senza quella, sarà solo la loro parola contro quella di un uomo bianco "timorato di Dio". Quando tutto sarà stato detto e fatto, Beaumont dice che probabilmente sarà eletto governatore. Sottovalutando la determinazione del gruppo, Beaumont è sorpreso quando uno sparo risuona nell'aria e uccide uno dei suoi uomini. Quando un secondo colpo libera Lincoln dalle sue catene, Slim va nel panico e scappa via. Ora libero, Lincoln uccide il suo rapitore rimasto e insegue Beaumont, eliminando chiunque si metta sulla sua strada. Dopo essersi riuniti a Roxy, i due inseguono Slim attraverso la parrocchia mentre i suoi deputati tentano di intervenire, ma alla fine i loro sforzi sono vani poiché la corsa di Beaumont è terminata. Messo alle strette e sconfitto, Walter Beaumont si lamenta di come ha sempre pensato che sarebbe morto sulla sua veranda o sulla sua sedia a dondolo. Il suo umore cambia rapidamente quando gli viene detto che non hanno intenzione di ucciderlo, poiché la sua morte non risolverebbe nulla. L'unico modo per realizzare un cambiamento duraturo è farlo rispondere dei suoi crimini. In un ultimo tentativo di ingannare i suoi carcerieri, dichiara di conoscere persone potenti, un pensiero lasciato incompleto mentre viene messo fuori combattimento e portato via per essere consegnato alle autorità. L'arresto e la successiva condanna dello sceriffo Walter Beaumont "esplode" in una storia di corruzione in una piccola città alle notizie nazionali. Beaumont fece dei nomi e implicò più di una dozzina di cospiratori nel dipartimento dello sceriffo della parrocchia di Sinclair. Ha identificato i membri dell'Unione sudista, alcuni dei quali appartenevano alla macchina politica della Louisiana. Beaumont è stato condannato a 15 anni di carcere, ma ne ha scontati 12, la maggior parte in isolamento per la sua sicurezza. È stato colpito e ucciso nel 1989 nel vialetto di casa sua. Non c'erano sospetti e nessuno è mai stato accusato.
È doppiato in inglese da John Edward Lee e in italiano da Renato Novara.

### Bonnie Harless
Bonnie Harless è l'attuale leader degli Insanguinati, un culto religioso che adora un'entità chiamata "Padre di Sangue". Discende da Braxton Harless, un generale confederato che profetizzò che il Beato sarebbe nato nella sua linea di sangue dopo un incontro col Padre di Sangue. Il culto ha sede al Sacriste Sanatorium, alla periferia orientale di New Bordeaux. Hanno anche siti rituali, che chiamano "luoghi di oscurità", situati in giro per la città. Bonnie usa il Nuit Blanche, un club solo su invito a Downtown, per reclutare nuovi membri nel culto. Le piace scegliere le persone più bisognose che riesce a trovare ottenendo le cose di cui hanno più bisogno usando il carisma, la manipolazione e una droga che chiamano "Cielo". Una volta reclutati, i nuovi membri vengono indottrinati nel culto in una sala cerimoniale situata nelle profondità del club. Il Beato è l'incarnazione del Padre di Sangue in forma umana. Fin da quando Bonnie era una bambina, ha sempre sognato di onorare il nome Harless dando alla luce il Beato. Ma nonostante i suoi migliori sforzi, si è resa conto che il Padre ha scelto una strada diversa per lei. Ha cercato Anna, l'ultima discendente conosciuta nella stirpe degli Harless, e l'unica che poteva portare al Beato. Attraverso la manipolazione, Bonnie convinse Anna a prendere parte a un rituale di consumazione, dove fu impregnata dal loro sommo sacerdote al New Bordeaux Opera House, un teatro abbandonato considerato sacro dal culto. Lincoln Clay viene a sapere del culto quando lui e padre James si imbattono in una cerimonia di purificazione che alcuni adepti stavano eseguendo al bar di Sammy. Lì incontrano Anna McGee mentre fugge dall'edificio e iniziano un'indagine. Dopo aver messo insieme gli indizi, scoprono la verità dietro il culto e cosa è stato fatto ad Anna, che successivamente si toglie la vita per paura e senso di colpa. Dopo la morte di Anna, Lincoln insegue Bonnie alla base principale del culto, il Sacriste Sanatorium, dove dopo aver ucciso i restanti membri, affronta Bonnie. Dopo una breve lotta, Lincoln la informa della morte di Anna, cosa che fa infuriare enormemente Bonnie. Dichiara che Anna è stata scelta, ma Lincoln la corregge rapidamente, dicendo che è stata costretta da lei e dal culto. Piena di rabbia, Bonnie afferra un coltello cerimoniale e tenta di uccidere Lincoln, ma lui la respinge a terra. Quando cade, il coltello cerimoniale che tiene in mano finisce per trafiggere il suo stomaco. Mentre muore, rivolge le sue ultime parole a Lincoln, affermando che "New Bordeaux brucerà".
È doppiata in inglese da Janna Bossier.

### Anna McGee
Anna McGee lavorava come cameriera a New Bordeaux, dove ha incontrato Bonnie Harless, che stava osservando Anna da diverse settimane. Anna ha vissuto una vita solitaria e infelice: l'unica cosa che ha è il suo lavoro senza uscita con un capo che le fa avance sessuali indesiderate e clienti che mostrano poco apprezzamento per il suo duro lavoro. Prega spesso che Dio fornisca un qualche tipo di amore e speranza nella sua vita. Bonnie ha approfittato di questo desiderio, facendo credere ad Anna di poterglielo dare con parole gentili e offrendole una "famiglia". Anna e Bonnie sono imparentate a distanza e, sebbene non si siano mai incontrate prima, entrambi i loro lignaggi possono essere fatti risalire a quello di Braxton Harless, un generale della guerra civile e profeta del culto religioso noto come "gli Insanguinati". Una volta che Bonnie ha saputo di questo legame, ha cercato Anna e ha fatto tutto il necessario per assicurarsi che Anna si unisse a loro. Gli Insanguinati credono che il loro Santo Padre, Padre di Sangue, nascerà come il Beato da qualcuno della linea di sangue degli Harless. Bonnie ha trascorso tutta la sua vita a sognare di essere il vascello che avrebbe portato alla nascita del Beato, ma ciò non è mai accaduto. Questo è il motivo per cui ha cercato Anna; essendo l'ultima della linea di sangue, Bonnie sente che Anna è destinata a portare il Beato e ad adempiere la profezia. Anna viene portata a Nuit Blanche, dove gli Insanguinati indottrinano i nuovi membri presso un altare sepolto in profondità sotto il club. Nel tempo trascorso sul luogo insegnano ad Anna le loro convinzioni e i loro rituali finché questa non si sente pronta. Anna viene quindi portata al Teatro dell'Opera di New Bordeaux, uno dei "luoghi di oscurità" del culto, dove avrebbe dovuto ricevere il Padre di Sangue, divenendo la Beata. Dopo una breve cerimonia, Anna viene portata con riluttanza nella stanza poco illuminata sotto il palco dove l'aspettano Bonnie e il Sommo Sacerdote. Chiede se questo sia l'unico modo e Bonnie le dice che è stata scelta e che questa è la sua possibilità di dare dimostrazione alla famiglia che la ama. Dopo questo, il Sommo Sacerdote violenta Anna, impregnandola con il Padre di Sangue. Anna va con altri cultisti al bar di Sammy, un altro luogo di oscurità, per essere purificata. Un'offerta nota come "Filth", durante la quale viene drogata e legata mentre il Padre di Sangue incombe su di lei. Con il taglio del palmo della mano, il peccato di Anna viene drenato dal suo corpo, fluendo nella bocca del sudiciume per essere divorato dalla sua anima, purificando Anna mentre la sua stessa carne viene consumata dal Padre di Sangue. Il rituale si rivela troppo difficile da sopportare per Anna, così la donna accoltella uno dei cultisti mentre fugge dall'edificio. Una volta fuori, corre dritta da Lincoln Clay e da padre James. Mentre il padre tira fuori Anna dai guai, Lincoln si occupa dei cultisti che la inseguono. Una volta che le cose si sono sistemate, padre James porta Anna in un appartamento a Tickfaw Harbour per tenerla al sicuro, mentre Lincoln resta indietro per capire cosa sta succedendo. Quando Lincoln torna al locale di Sammy, Anna cerca di spiegare le sue esperienze con gli Insanguinati: Bonnie l'aveva fatta sentire la benvenuta, come se appartenesse a loro fin da sempre, ma è andata da Sammy solo perché le era stato detto che era l'unico modo in cui poteva essere purificata. Mentre ricorda il rituale, viene sopraffatta dall'emozione e Lincoln cerca di calmarla. Spiega quindi che la carta da gioco che Lincoln ha trovato è stata usata per entrare nella Nuit Blanche, e a chiunque ne fosse privo non sarebbe stato permesso di entrare. Successivamente Lincoln lascia il luogo per indagare sul club e, mentre lo fa, Anna lo avverte di stare attento al "cielo che cade". Dopo che Lincoln se ne è andato, padre James si occupa dei bisogni di Anna nel miglior modo possibile: le procura un cambio di vestiti puliti, la nutre e la lascia riposare. Più tardi, quando Lincoln torna, la sua mente è ancora confusa e stordita per le droghe che stavano consumando al club. Anna diventa frustrata dal fatto che Lincoln non l'abbia ascoltata riguardo al cielo che cade; prima non si rendeva conto che quello era il nome del farmaco, ma Lincoln ci riflette un po' su e fa un collegamento tra le due cose. Quando Lincoln menziona i luoghi cerimoniali del culto, Anna dice che si chiamano "luoghi di oscurità"; luoghi di dolore, morte e tragedia; o luoghi consumati dal dolore, come il bar di Sammy. Mentre Lincoln parla del Beato, conclude erroneamente che è Bonnie, e il tatuaggio sulla spalla di Anna è il modo in cui ha contrassegnato Anna come sua proprietà. Anna cerca di spiegare l'accaduto, ma è incoerente e quel che dice ha poco senso. Quando le viene chiesto se fosse stata al teatro dell'opera, inizia a divagare, dopodiché lo avverte del fattonche è un "brutto posto". Quando Lincoln ritorna, trova padre James sul pavimento. Sembra che qualcosa abbia fatto scattare Anna mentre guardava le fotografie scattate da Lincoln, e lei è scappata, chiudendosi in bagno. Lincoln tenta di parlare con lei, ma lei gli dice di andarsene. Abbattendo la porta, trova Anna seduta per terra con in mano il coltello cerimoniale. Le chiede cosa stia succedendo e questa ricorda un tempo in cui la sua mente non era così confusa, un tempo in cui non le faceva così male. Lincoln cerca di rassicurarla sul fatto che gli Insanguinati, Bonnie e il Sommo Sacerdote sono i colpevoli di tutta questa faccenda, ma Anna dice che prega Dio ogni notte di darle una sorta di amore, o una sorta di protezione e speranza. Bonnie le ha fatto credere di poterglielo dare, ma era una bugia; Anna era solo un ricettacolo per lei, dopodiché dice a Lincoln che Bonnie si trova al vecchio sanatorio. Alla fine si ricorda tutto, chiedendosi come avrebbe potuto dimenticare una cosa del genere. Anna dice che odia quello che le hanno fatto passare e le sostanze che le hanno fatto assumere. Determinata a non lasciare che la controllassero più, Anna solleva il coltello e si taglia rapidamente la gola. Lincoln corre da Anna, ma è troppo tardi e lei muore un attimo dopo. Vedendo Anna sdraiata lì, padre James si lamenta che il culto l'aveva distrutta, ma Lincoln sente che era già così prima che arrivassero a lei, e loro hanno semplicemente finito il lavoro. Padre James e Lincoln poi pregano per Anna, che in seguito viene sepolta con la famiglia di Lincoln al cimitero di Delray Hollow.
È doppiata in inglese da Sofia Vassilieva.

## Famiglia Scaletta

### Vito Scaletta
Vittorio Antonio Scaletta, detto Vito, è il protagonista di Mafia II e co-protagonista di Mafia III. Nell'espansione scaricabile gratuitamente Los Socios, si scopre anche di essere il padre di Vittoriuccio. In Mafia: The City of Lost Heaven Vito fa una piccola comparsa insieme a Joe Barbaro nell'epilogo del videogioco, mentre vanno a uccidere il pentito Tommy Angelo per conto del boss mafioso Ennio Salieri. In questa breve apparizione, Vito veste un completo azzurro con cappello ed è doppiato in italiano da Giorgio Melazzi.
Il secondo capitolo della serie è incentrato principalmente sulla vita di Scaletta e sul suo ingresso e la sua carriera nella mafia italo-americana nell'immaginaria città statunitense di Empire Bay. Vito Scaletta nasce in Sicilia il 2 maggio 1925, nel villaggio di San Martino (Messina), in una famiglia molto povera. Nel 1932 gli Scaletta emigrano negli Stati Uniti per rifarsi una vita, ma il "sogno americano" per loro non si realizza e continuano a condurre un'esistenza di miseria. Il padre di Vito muore nel 1943 come umile scaricatore di porto. Il giovane figlio intanto si dedica a primi atti di microcriminalità con il suo migliore amico Joe Barbaro, finendo arrestato durante un furto in una gioielleria. Per evitare il carcere, Vito si arruola nell'esercito statunitense e viene così inviato a combattere allo sbarco in Sicilia. Ivi rimane impressionato dalla vista di un capo-mafia locale, che utilizza la sua influenza per persuadere i soldati italiani ad arrendersi agli Alleati.
Nel 1945 Vito, ferito alla gamba, ottiene un congedo per un mese e torna a Empire Bay per fare visita alla famiglia. Ma grazie ad alcuni documenti fatti falsificare dal suo amico Joe, il congedo diventa definitivo. La madre e la sorella di Vito intanto si trovano sempre in una situazione molto precaria, perché il padre, prima di morire al porto, ha contratto un enorme debito con uno strozzino, che ora pretende di essere pagato. Vito si impegna ad aiutarle e, su indicazione della madre, si fa assumere da Federico Pappalardo, detto Derek, a capo del porto, per il quale anche il padre di Vito lavorava. Ma il lavoro di fatica non fa per lui, sicché, favorito dalla sua amicizia con Joe Barbaro, che è già inserito nella mafia locale, Vito torna sulla via del crimine e commette vari furti, rapine ed estorsioni per diversi malavitosi di Empire Bay: Derek, Mike Bruski, Luca Gurino e Henry Tommasino. Quest'ultimo, un uomo del boss Alberto Clemente, diventerà col tempo un buon amico di Vito e Joe, in particolare nel corso di una rischiosa azione contro un altro gangster, durante la quale Henry riesce a salvarsi la vita solo grazie ai due compagni. A un certo punto però la polizia arresta Vito e lui viene incarcerato per uno dei suoi passati crimini. La madre di Vito muore qualche tempo dopo.
In prigione Vito si lega a Leo Galante, il consigliere di Frank Vinci, un altro boss di Empire Bay, che lo aiuta a sopravvivere e infine anche a tornare in libertà anticipatamente. Riunitosi al suo amico Joe, Vito entra a far parte ufficialmente della mafia di Empire Bay. Stavolta i due si pongono al soldo di don Falcone, ambizioso boss della terza famiglia mafiosa della città, e del suo vice Eddie Scarpa. Gli incarichi che Vito e Joe svolgono sono sempre più rischiosi e sanguinosi, perché Falcone mira a sbarazzarsi degli altri boss e governare da solo la città. Don Clemente e la sua organizzazione vengono distrutti per primi. Vito intanto riesce coi soldi accumulati a comprarsi una villa, ma rompe con la sorella Francesca, la quale resta spaventata dalla spietatezza e dalla violenza dello stile di vita del fratello. La villa stessa andrà poi a fuoco, distrutta da gangster irlandesi per vendicare Brian O'Neil, un loro compagno ucciso in prigione da Vito.
Dell'organizzazione di don Clemente intanto sopravvive Henry, che proprio grazie all'intercessione del suo amico Vito ottiene di poter entrare in quella di Falcone. Eddie Scarpa gli commissiona una missione speciale per dimostrarsi degno di fiducia: l'assassinio di Leo Galante, il consigliere di don Vinci. Vito riesce però a convincere Henry a lasciare scappare Leo, cui è grato per la mano datagli in prigione. Successivamente è Henry a proporre un nuovo affare a Vito e Joe: entrare nel traffico di droga assieme alla triade cinese. I due accettano e si fanno prestare una grossa cifra da un usuraio di nome Bruno Levine. Ma l'impresa va male: i cinesi uccidono Henry, sospettandolo un informatore dell'FBI, e rifiutano di pagare la droga. Vito e Joe si vendicano compiendo un massacro nella sede della triade. A corto di soldi, Vito torna al porto da Derek e ivi scopre per caso che proprio Derek e il suo scagnozzo Steve sono responsabili della morte del padre di Vito anni prima. Questi si pone quindi in testa a una rivolta di operai e uccide Derek e Steve. Riuscirà a mettere assieme i soldi per saldare il debito con Bruno compiendo furti d'auto e rapinando negozi.
I delitti compiuti da Vito e Joe ai danni della triade intanto però hanno messo i due amici in una situazione estremamente pericolosa, perché le organizzazioni criminali di Empire Bay ora si trovano sul piede di guerra e vogliono la loro testa. Leo Galante offre al protagonista un'ultima possibilità per uscirne vivo: uccidere don Falcone. All'osservatorio astronomico Vito fronteggia gli uomini di Falcone fino a raggiungere il boss, che apparentemente ha però attirato dalla sua parte Joe. Quest'ultimo però alla fine opta per il suo vecchio amico e lo aiuta a finire Falcone. All'uscita i due vengono accolti da Leo e dagli altri uomini di Vinci, che li fanno salire su due auto diverse. Lo sconcertato Vito si rende conto troppo tardi che l'auto con Joe prende una strada diversa e Leo Galante gli fa intendere che, non essendo Joe stato parte del loro accordo, egli dovrà pagare per il massacro della triade. Allo sconsolato Vito, ora completamente solo, non resta che contemplare la scena impotente.
In Mafia III Vito riappare come co-protagonista e personaggio non giocante. Si scopre che, dopo gli eventi di Mafia II, la commissione ha messo al bando Vito, mandandolo a New Bordeaux, ove è entrato nell'organizzazione criminale di Salvatore "Sal" Marcano. Quest'ultimo però non si fida di lui e pianifica di screditarlo agli occhi della Commissione, per avere un pretesto per farlo uccidere. Vito viene salvato da Lincoln Clay, che gli chiede di allearsi con lui per vendicarsi di Marcano. Vito Scaletta accetta, diventando, assieme a Cassandra e Thomas Burke, uno dei tre luogotenenti della gang di Clay.
Avanti nel gioco viene fuori che anche Vito ha un conto in sospeso con Sal Marcano. Fra i suoi uomini infatti si trovano gli assassini di Joe Barbaro, un tempo migliore amico di Vito. Si viene quindi a sapere che Joe, alla fine di Mafia II, era riuscito a scappare dagli scagnozzi di don Vinci e a rifugiarsi a Chicago, lì però i suoi contatti lo hanno tradito, gli hanno tagliato le mani e lo hanno picchiato fino a renderlo irriconoscibile. Lincoln Clay, a cui Vito racconta la vicenda, gli domanda se sia veramente sicuro che il morto sia Joe, al che Vito risponde di sì, anche se nella scena finale del gioco si può intravedere presso la macchina di Leo Galante un personaggio abbastanza robusto con l'abbigliamento identico a quello di Joe, che quindi è forse riuscito a salvarsi in qualche modo. Comunque sia, Vito Scaletta aiuta Lincoln Clay a distruggere l'organizzazione di Sal Marcano. Durante il dialogo con Lincoln Clay, lo stesso Vito dimostra di odiare Leo Galante, per aver lasciato che Joe venisse catturato dagli sgherri di Vinci.
La sorte di Vito cambia a seconda del finale che il giocatore sceglie per la partita. Se si decide di far governare la mafia di New Bordeaux dal solo Lincoln Clay, si può presumere che egli tradisca anche Vito e lo faccia uccidere. Se invece Lincoln Clay decide di continuare con i suoi tre luogotenenti oppure se ne va via, Vito Scaletta continua la sua attività criminale.
In Mafia II, Mafia III e Mafia: Definitive Edition è doppiato in inglese da Rick Pasqualone e in italiano da Lorenzo Scattorin.

### Maria Scaletta
Maria Scaletta è la vedova di Antonio Scaletta e madre di Vito e Francesca Scaletta. Maria sposò Antonio Scaletta nel piccolo villaggio siciliano di San Martino (Messina), nel 1920. Poco dopo, nel 1921 nacque la loro figlia Francesca, seguita dal figlio Vito nel 1925. La famiglia si trasferì in America nel 1932 per cercare di condurre una vita migliore, tuttavia Maria e la sua famiglia hanno incontrato povertà e molte difficoltà. Ha visto la sua famiglia soffrire poco per volta, con suo marito che ha iniziato a bere molto pesantemente per poi morire apparentemente per annegamento. Successivamente a questi eventi, continua a vivere solo con sua figlia e aspetta che un giorno possa succedere qualcosa di bello al resto della sua famiglia. È una devota donna cattolica.
È doppiata in inglese da Joan Copeland e in italiano da Cristina Giolitti.

### Francesca Scaletta
Francesca Scaletta è la sorella maggiore di Vito. È una ragazza timida e tranquilla, si è diplomata al liceo con il massimo dei voti e gestisce il club giovanile della chiesa da quando aveva sedici anni. Francesca ha cercato di allontanare Vito dalle bande di strada locali quando erano giovani, ricompensandolo con caramelle per fare le faccende e andare in chiesa. Divenuta adulta, tutto ciò che può fare è pregare. Francesca, o "Franny" come la chiama Vito, vive a casa con sua madre, sostenendola con il suo lavoro di contabilità presso la Trago Oil Co.
È doppiata in inglese da Jeannie Elias e in italiano da Jolanda Granato.

### Antonio Scaletta
Antonio Scaletta è il padre di Vito e Francesca e marito di Maria Scaletta. Nel 1932 si trasferisce a Empire Bay, sulla costa orientale degli Stati Uniti, con la moglie e i figli e per sopravvivere fa lo scaricatore di porto. Nel 1943 muore apparentemente perché, ubriaco, cade da un molo e annega, facendo cadere la famiglia in miseria perché poco prima di morire contrae un grosso debito con uno strozzino, che ora pretende di essere pagato, costringendo così il figlio Vito a dedicarsi a furti e rapine per ripagare il debito. Vito scopre però successivamente che in realtà il padre Antonio è stato ucciso da Federico "Derek" Pappalardo e dal suo scagnozzo Steve, di cui si vendica approfittando di una rivolta degli operai.

### Steven "Steve" Coyne
Steven Coyne, detto Steve, è un difensore della famiglia Vinci. È cresciuto nelle campagne di Birkland, trasferendosi in città all'età di sedici anni. Venne arrestato per lesioni fisiche inflitte a un ufficiale dell'EBPD che ha picchiato duramente, e perciò è stato condannato a dieci anni di carcere, di cui ne ha scontati cinque. Fu in prigione che iniziò a lavorare come braccio per il compagno di reclusione Derek Pappalardo, una relazione che continuò anche all'esterno del carcere. Steve non potrà mai diventare un membro ufficiale a causa della sua eredità olandese-irlandese, ma divenne il socio più fidato della famiglia dopo aver assistito all'assassinio del boss rivale Tommaso Moretti per porre fine alla guerra Vinci-Moretti.
È doppiato in inglese da Mark Mintz e in italiano da Mario Scarabelli.

### Giuseppe "Pepe" Costa
Giuseppe Costa, detto Pepe, è nato in Sicilia nel 1905 ed è un membro della famiglia Vinci. È affiliato a Derek Pappalardo e Steve Coyne. È stato incarcerato numerose volte per rapina e coercizione di testimoni. È una persona irragionevole e impulsiva, che riesce a svolgere un solo compito per volta; inoltre ha un accentuato vizio per l'alcol. In prigione, è divenuto la guardia del corpo di Leo e uno dei suoi migliori compagni, insieme a Vito Scaletta con il quale si è unito alla gang di Leo. Pepe avrebbe dovuto combattere con Brian O'Neil, ma i Micks lo picchiarono piuttosto brutalmente, lasciando così Vito a uccidere Brian. Era presente quando Vito e Joe sono stati arrestati insieme ad altre figure chiave della famiglia Vinci. Al suo rilascio dalla prigione, diventa l'autista e guardia del corpo personale di Leo Galante.
È doppiato in inglese da John Cygan e in italiano da Gigi Rosa.

### Terrence Stone
Il capitano Terrence Stone è apparso per la prima volta al Time Well Spent dove ha tenuto un discorso di apertura ai prigionieri dopo essere entrati nella prigione. In seguito è stato uno spettatore a una rissa tra Vito Scaletta e Brian O'Neil che ha avuto luogo nel cortile della prigione, ordinando ai secondini di fermarli. Successivamente, Leo Galante, il consigliere della famiglia Vinci nonché socio di Stone, gli ha chiesto di rilasciare dalla prigione Vito dopo aver dimostrato di essere un combattente opponendosi a O'Neil. Stone in seguito consegna a Vito una busta contenente le informazioni riguardanti la morte di sua madre. Ha dato a Vito un po' di tempo per finire di leggere il contenuto della busta per poi ordinare a una guardia di spegnere le luci.
È doppiato in inglese da Jason Zumwalt e in italiano da Marco Balbi.

## Famiglia Falcone

### Carlo Falcone
Don Carlo Falcone, nato in Sicilia nel 1905, arriva in America nel 1913 e si unisce rapidamente alla famiglia Moretti. Ha gestito la loro operazione di contrabbando durante il proibizionismo, lavorando con Eddie Scarpa per gestire il mercato dell'alcol del Canada. Carlo cospirò segretamente con Frank Vinci per assassinare Tommaso Moretti nel 1933, ponendo fine alla guerra Vinci-Moretti e prendendo per sé il controllo della famiglia Moretti.
È doppiato in inglese da André Sogliuzzo e in italiano da Riccardo Lombardo.

### Antonio "Tony Balls" Balsamo
Antonio Balsamo, detto Tony Balls, è un anziano soldato della famiglia Falcone e ha lavorato per loro da quasi vent'anni. Prima che Carlo Falcone rilevasse la famiglia criminale Moretti, Tony era l'autista personale di Tommaso Moretti. Rimase gravemente ferito quando Falcone assassinò Moretti con un'autobomba nel 1933. Da allora, ha trascorso la maggior parte del suo tempo lavorando ai racket di protezione della famiglia Falcone. Il suo compito più recente è proteggere il ragioniere di famiglia, Harvey "Beans" Epstein, e i segreti che esso detiene. Quando Joe Barbaro lasciò Empire Bay per cinque anni per vivere al sud, Tony vegliò sull'appartamento di Joe. Al ritorno di quest'ultimo, Tony lo ha fatto lavorare con la famiglia Falcone. Ha coordinato un discreto business di auto rubate in collaborazione con Derek Pappalardo, per il quale Joe ha inizialmente lavorato. La coppia in seguito ha rubato una spedizione di armi militari dai moli di Southport, e in seguito ha presentato Joe a Eddie Scarpa al Giardino dell'Eden. Successivamente hanno rapinato il supermercato di Maxwell e se ne sono andati con una notevole quantità di denaro. Mentre Tony e Frankie furono assegnati a proteggere il contabile della famiglia, Harvey Epstein, i tre furono rapiti dalla famiglia Clemente. Sono stati portati al mattatoio Clemente per essere interrogati da Luca Gurino sull'operazione di droga dei Falcone, il che ha provocato la morte di Frankie. Vito Scaletta è riuscito a salvare la coppia, mentre Tony e Vito hanno combattuto contro Gurino e i suoi uomini. Tony in seguito uccise Gurino torturandolo con un pungolo per il bestiame prima di farlo passare attraverso un tritacarne. Quando le triadi di Empire Bay dichiararono guerra alla famiglia Vinci, credendo che fossero i responsabili della morte di Zhe Yun Wong e dei loro uomini al Dragone Rosso, Tony fu duramente picchiato dagli uomini di Vinci, che stavano cercando delle risposte. Le sue ferite erano così gravi che il medico mafioso El Greco ha dichiarato che probabilmente non avrebbe mai più camminato per il resto dei suoi giorni.
È doppiato in inglese da Phil Idrissi e in italiano da Luca Sandri.

### Eddie Scarpa
Eddie Scarpa è uno degli uomini più pericolosi di Empire Bay, nonché un sociopatico gioviale. Un tempo killer della famiglia Moretti, Eddie ora gestisce molti dei racket di Carlo Falcone dal ristorante The Maltese Falcon. Nato nel 1908 in Tamborra, Eddie si è imbattuto nella criminalità organizzata in tenera età. Lui e Carlo si sono incontrati mentre contrabbandavano alcolici a Empire Bay durante il periodo del proibizionismo. Quando Carlo assassinò Tommaso Moretti nel 1933, formò la famiglia Falcone da ciò che restava. Voleva ricompensare Eddie, così lo nominò proprietario del Giardino dell'Eden. I due sono ancora amici intimi, anche se Carlo vede segretamente Eddie come una responsabilità dato che quest'ultimo ha un problema con l'alcol che però non riesce a nascondere bene.
È doppiato in inglese da Joe Hanna e in italiano da Leonardo Gajo.

## Famiglia e organizzazione Clay

### Lincoln Clay
Lincoln Clay è il protagonista di Mafia III; è nato nel gennaio 1945 da madre nera (dominicana) e padre bianco (probabilmente italiano, come sostiene padre James all'inizio di Mafia III), ma si sa ben poco altro. Sua madre lo abbandonò nel 1947, quando venne affidato alle cure dell'orfanotrofio di Saint Michelle del French Ward, quartiere di New Bordeaux (controparte fittizia di New Orleans). Quando l'orfanotrofio chiuse i battenti nel 1958, fu accolto da Sammy Robinson e sua moglie Perla insieme al figlio Ellis, che divennero per lui una famiglia adottiva. Ancora alla ricerca di un'identità, si arruola nell'esercito degli Stati Uniti nel 1964 per combattere nella guerra del Vietnam, dove prestò servizio nella 223ª divisione di fanteria, in seguito nel quinto gruppo delle forze speciali statunitensi. Nell'aprile del 1966 fu assegnato a un'operazione segreta in cui si distinse prima che l'agente della CIA John Donovan raccomandasse che Lincoln fosse coinvolto completamente nella missione per le sue capacità. Nel tempo i due sono diventati amici e colleghi. Dato il molto tempo trascorso nell'esercito, Lincoln è diventato esperto nell'utilizzo di una varietà di armi da fuoco ed esplosivi di livello militare, che vanno dalle mitragliatrici leggere ai lanciagranate. È un esperto in tattiche furtive e infiltrazioni, in grado di avvicinarsi di soppiatto ai nemici inosservati prima di finirli. Lincoln dimostra di avere delle ottime conoscenze di guerra psicologica mostrando ripetutamente i cadaveri delle sue vittime in aree pubbliche per diffondere la paura tra i suoi nemici. Donovan afferma che Lincoln abbia imparato tali tattiche durante il periodo trascorso nella CIA. Dopo essere stato congedato dall'esercito, torna a New Bordeaux dove si riunisce con i Robinson, che gestiscono anche la Black Mob (una piccola organizzazione criminale) a New Bordeaux. Tuttavia, la mafia haitiana ha indebitato Sammy con Sal Marcano, poiché stavano facendo perdere i profitti a Sammy dalla lotteria nera. Dopo l'omicidio da parte di Lincoln del presunto leader degli haitiani, Baka, incontra Sal, che suggerisce a Lincoln di prendere il posto di Sammy e controllare Delray Hollow, distretto abitato da neri dove opera la Black Mob. Lincoln rifiuta l'offerta e collabora invece col figlio di Sal, Giorgi, per rapinare la Louisiana Federal Reserve assieme al fratello adottivo Ellis e all'amico Danny Burke. Nonostante il colpo abbia avuto successo, Sal tradisce la mafia nera, uccide Sammy e fa uccidere tutti gli amici di Lincoln, con quest'ultimo che viene colpito alla testa da Giorgi e viene dato per morto. Padre James, uno degli amici intimi di Lincoln, lo salva e lo cura per rimetterlo in salute. Riprendendosi, Lincoln chiede assistenza a Donovan, che accetta di usare le sue risorse e la sua esperienza per spiare i Marcano. Lincoln si propone non solo di uccidere Sal Marcano, ma di smantellare sistematicamente le sue operazioni e assumersene il controllo, costruendo nel frattempo una nuova organizzazione criminale tutta sua. A seconda delle scelte del giocatore Lincoln può andarsene via da New Bordeaux e girare il mondo mandando ogni tanto delle lettere a padre James, continuare a guidare il crimine a New Bordeaux costruendosi un'immagine da filantropo, oppure infine uccidere i suoi colleghi e venire a sua volta ucciso con una bomba sotto la sua automobile da padre James. Nell'espansione Segno dei tempi Lincoln va a visitare il vecchio bar di Sammy, bruciato da Giorgi Marcano dopo la rapina in banca, che però scopre essere una base segreta di una setta chiamata Insanguinati che è capeggiata da Bonnie Hearless; dopo alcune peripezie in giro per la città Lincoln trova un maniero controllato dalla setta e uccide la donna. Nell'espansione Corri, dolcezza! Lincoln si reca a Sinclair Parish, cittadina a sud-ovest di Bayou Fantom, per aiutare Laveau, una vecchia conoscenza, e sua figlia Roxy a fermare il brutale sceriffo Slim, che coordina i suoi agenti per uccidere i neri a Sinclair. Nell'espansione Questioni in sospeso Lincoln aiuta Donovan a uccidere Connor Aldridge, un traditore dell'esercito americano che ha passato informazioni ai sovietici sui loro armamenti nucleari e che in passato lo ha quasi ucciso in Vietnam; Lincoln e Donovan finiranno Aldridge a una base missilistica russa su un'isola di un arcipelago poco fuori da New Bordeaux.
È doppiato in inglese da Alex Hernandez e in italiano da Andrea Bolognini.

### John Donovan
John Donovan si è laureato alla Princeton University nel 1953 e subito dopo è stato reclutato nella CIA come ufficiale delle operazioni paramilitari. Come agente è stato mandato in Vietnam dove ha condotto operazioni segrete contro le forze regolari e Viet Cong del Vietnam del Nord. Durante un'operazione nell'aprile del 1966, Donovan incontrò il caporale Lincoln Clay, che si distinse controllando il campo di battaglia nonostante le schiaccianti probabilità di sconfitta. Clay ha ignorato le proprie ferite durante il recupero di due soldati caduti, PFC P. Ellis e Q. Doroquez. Donovan ha continuato a lavorare con Lincoln e i due sono diventati amici intimi e colleghi durante il loro soggiorno in Vietnam. Donovan si riunisce con Lincoln a New Bordeaux, dove riprende il suo ruolo di gestore nonché fonte di fiducia per Lincoln, fornendogli intelligenza e tecnologia governativa avanzata nel suo tentativo di eliminare la famiglia Marcano. Donovan in seguito lasciò la CIA nel 1969 a causa delle sue azioni. Durante il recupero di Lincoln, Donovan affittò una stanza al Blue Gulf Motel di Delray Hollow, che rifornì con apparecchiature di sorveglianza rubate all'FBI e iniziò a condurre operazioni di sorveglianza sulla famiglia Marcano e alle potenziali risorse umane che Lincoln poteva reclutare per la sua causa, inclusa una rete di civili informatori che aveva coltivato segretamente per informarlo sulle attività e sul luogo in cui si riunivano gli scagnozzi di Marcano. Dopo che Lincoln aveva messo all'angolo Sal e Giorgi Marcano, costringendoli a cercare un rifugio nel Paradise Hotel & Casino, un casinò, Donovan ha cosparso di benzina il suo centro di sorveglianza improvvisato e ha dato fuoco alla stanza per coprire i suoi atti. In seguito si riunì di nuovo con Lincoln e padre James alla chiesa cattolica di San Girolamo, dopo che Lincoln aveva ucciso i Marcano, dove consigliò a Lincoln di prendere il controllo della malavita criminale di New Bordeaux e di uccidere i suoi vicecapi rimasti prima che lo tradissero. Dopodiché ha apparentemente lasciato la città. Mentre aiutava Lincoln con la sua crociata contro i Marcano, Donovan stava anche tenendo d'occhio Connor Aldridge, un ex ufficiale della CIA che aveva collaborato con la NVA mentre era in Vietnam e aveva dato Donovan per morto. Con l'aiuto di Robert Marshall, un altro ex ufficiale della CIA che ora lavora come cacciatore di taglie a New Bordeaux, Donovan ha identificato il suo coinvolgimento in un massacro in un ristorante cubano nel French Ward. Dopo aver interrogato l'unico sopravvissuto al massacro, Lincoln e Donovan si sono diretti alla CIA Safe House vicino a Bayou Fantom, dove hanno fatto fuori i mercenari che Aldridge aveva assunto per fare la guardia, ma non sono stati in grado di impedirgli di rubare le informazioni riservate su un incidente aereo cubano, il cui carico era la testata nucleare di un missile russo. Lincoln e Donovan hanno rintracciato un sopravvissuto allo schianto che si era stabilito a Frisco Fields e, salvandolo dai mercenari di Aldridge, si sono accertati dove l'aereo si fosse schiantato: un'isola al largo della costa del Messico. Prendendo una barca per l'isola deserta, che al momento era invasa dai mercenari di Aldridge, Lincoln e Donovan si diressero verso il luogo dell'incidente, ma presto scoprirono che Aldridge era già scappato con la testata, intento a venderla a uno dei suoi contatti nella NVA. Facendosi strada tra i numerosi uomini di Aldridge, Lincoln e Donovan si infiltrarono in un bunker sovietico sull'isola, supponendo che Aldridge fosse diretto alla baia dei sottomarini per riportare la testata a Cuba; ferendo Aldridge, che si era ritirato nel sottomarino, Lincoln aspettò fuori mentre Donovan affrontò Aldridge a bordo, uccidendolo sparandogli alla testa. Con la testata ancora intatta, Lincoln e Donovan guidarono il camion che lo trasportava fuori dalla base - dopo aver inviato via radio un elicottero per riportare il carico nelle mani del governo americano - e, dopo aver affrontato l'ultimo dei mercenari, tornarono a New Bordeaux.
È doppiato in inglese da Lane Compton e in italiano da Andrea Oldani.

### Padre James Ballard
Padre James Ballard è un consigliere spirituale e zio adottivo di Lincoln Clay residente in una casa a ovest del French Ward. Salva Lincoln dall'attacco della famiglia Marcano e si prende cura di lui mentre si riprende. Padre James ha prestato servizio nella seconda guerra mondiale come medico nel terzo plotone, Compagnia C, del 614º Battaglione Caccia-Carri, un'unità interamente composta da persone di colore dell'esercito degli Stati Uniti. Dopo la guerra trascorse alcuni mesi facendo lavori occasionali prima di frequentare il seminario. Dopo la laurea, il vescovo Jenkins lo mandò a lavorare all'orfanotrofio di Saint Michelle, dove incontrò Lincoln Clay. Quando la struttura chiuse nel 1958, fu nominato parroco della chiesa cattolica di San Girolamo, dove rimase fino al ritiro nel 2002.
È doppiato in inglese da Gordon Greene e in italiano da Matteo Zanotti.

### Cassandra
Cassandra è la leader della mafia haitiana a New Bordeaux e un vicecapo nella famiglia Clay. Quando Baka, che era maggiormente considerato il leader degli haitiani, viene ucciso da Lincoln, Cassandra emerge come il vero capo del gruppo spacciandosi per una schiava di Baka per assicurarsi che Lincoln non sospetti di lei dopo l'omicidio di Baka. Si sa molto poco dei suoi primi anni di vita, il criminologo Jonathan Maguire durante un'intervista sulla crociata di Clay accenna al fatto che sia morta da bambina e che sia stata resuscitata da un sacerdote vudù; Cassandra stessa menziona a Lincoln che aveva una sorella che però fu assassinata dalla Dixie Mafia capeggiata da Ritchie Dousset, ora luogotenente di Sal Marcano; tale dettaglio si è poi rivelato falso, poiché Caroline era in realtà sua figlia. Forma un'improbabile alleanza con Lincoln e, insieme a Thomas Burke e Vito Scaletta, diventa uno dei suoi vicecapo nel tentativo di abbattere la famiglia Marcano. Cassandra è spietata quanto misteriosa ed è ossessionata dal debellare il traffico di esseri umani a New Bordeaux. Il suo racket è un negozio vudù a Delray Hollow. Il suo luogotenente è Emmanuel Lazare, anch'egli residente a Hollow. A seconda delle scelte del giocatore Lincoln può ucciderla all'accampamento degli haitiani, a Bayou Fantom. Se Lincoln cede la maggior parte dei quartieri a Cassandra e poi lascia New Bordeaux Cassandra inizierà una guerra contro le mafie latinoamericane e contro i residui della mafia sudista, spingendo i federali a radere al suolo la città dopo alcuni anni dopo gli enormi tentativi di trovarla, scatenando un uragano detto Uragano Cassandra che devasta New Bordeaux, anche se Jonathan Maguire sostiene che Cassandra si aggiri ancora nel bayou e amministri ciò che resta.
È doppiata in inglese da Erica Tazel e in italiano da Gea Riva.

### Emmanuel Lazare
Emmanuel Lazare è un esule haitiano e il secondo in comando di Cassandra. È responsabile della gestione della loro operazione di infestanti presso la First Baptist Church. Emmanuel era un oungan vudù (sacerdote) a Port-au-Prince, Haiti, dove viveva con la moglie e i figli. Subito dopo che Papa Doc Duvalier divenne presidente, Emmanuel trovò le sue opinioni politiche in contrasto con Papa Doc e la sua polizia segreta, la Tonton Macoute. Quando Papa Doc ha iniziato a uccidere chiunque sospettasse di opposizione politica, Emmanuel ha organizzato un'operazione di contrabbando per far uscire il maggior numero di persone da Haiti. Gestendo barche ogni notte per dieci mesi, è riuscito a portare fuori dal Paese 226 rifugiati politici (erano per lo più donne e bambini, poiché gli uomini erano stati arruolati o erano scomparsi) Ciò è avvenuto a prezzo della sua stessa moglie e dei suoi figli, che sono stati torturati e uccisi dalla Tonton Macoute nel tentativo di localizzare Emmanuel. I suoi figli sono stati picchiati a morte e hanno usato l'elettroshock su sua moglie per farla parlare. L'ultima volta che Emmanuel l'ha vista, era morta per la tortura. Dopo anni di corse, Emmanuel si stabilì definitivamente a New Bordeaux dove cominciò a vivere in maniera un po' più tranquilla. Alla fine si unisce alla mafia haitiana, dove Cassandra lo nomina suo consigliere religioso e gli incarica di coltivare erba. Da allora è stato con lei. Dopo che Lincoln Clay ha ripreso la chiesa della comunità dalla Dixie Mafia, Emmanuel si è trasferito e ha organizzato lì la loro operazione di traffico di erba. Passa il suo tempo a riparare le barche del contrabbando e ad organizzare corse di erba nel Bayou. Come secondo in comando, è responsabile della presa in consegna della mafia haitiana se dovesse succedere qualcosa a Cassandra.
È doppiato in inglese da Lyriq Bent e in italiano da Edoardo Leomazzi.

### Thomas Burke
Thomas Burke è il leader della mafia irlandese a New Bordeaux e un vicecapo nella famiglia Clay. Lavora al Burke's Iron & Metal, un cantiere di salvataggio locale a Pointe Verdun. Burke e suo padre emigrarono negli Stati Uniti durante la sua infanzia, presumibilmente a causa del coinvolgimento del padre nella guerra civile irlandese. Dopo la morte di suo padre per un attacco di cuore, Burke ha iniziato a distribuire alcolici per mantenersi finanziariamente. La sua operazione di contrabbando cadde presto sotto la responsabilità di Sal Marcano, che lo portò nei ranghi come socio. Una volta ha gestito tutti i racket a Pointe Verdun per la famiglia Marcano, compresi i furti di auto e le rivendite di veicoli. A metà del 1966, hanno avuto un litigio per una spedizione persa e Marcano si è fatto avanti e ha assunto tutte le sue operazioni, nominando Roman Barbieri, che ha parzialmente paralizzato Burke, a supervisionare Pointe Verdun per lui. Per riguadagnare quello che aveva una volta, Burke si unisce a Cassandra e Vito Scaletta come uno dei vicecapi di Lincoln Clay. Nel 1968, dopo aver appreso dell'intenzione di Marcano di rapinare la Federal Reserve, Burke arruolò i suoi servizi come pianificatore e fece in modo che suo figlio, Danny Burke, diventasse un altro membro della squadra di rapina, nella speranza che, se la rapina fosse andata a buon fine, avrebbe posto fine al brutto rapporto tra lui e Sal, che credeva gli avrebbe restituito Pointe Verdun per gratitudine. Tuttavia, Danny venne ucciso e bruciato da Giorgi Marcano al Sammy's Bar, facendo cadere Burke in una spirale depressiva. Prima del suo reclutamento come uno dei vicecapi di Lincoln, Burke ha frequentato il Duffy Irish Pub dove beveva molti alcolici e nove settimane prima del ritorno di Lincoln, ha affrontato Barbieri mentre era ubriaco e i suoi uomini nella sua gastronomia dove ha sparato nove colpi di pistola, non riuscendo a colpire nessuno, spingendo gli uomini di Barbieri a picchiarlo e gettare Burke in un cassonetto. Burke si confronta con Lincoln fuori dal Duffy, dove gli viene offerta la possibilità di unirsi alla sua crociata contro i Marcano come uno dei suoi luogotenenti. Burke rifiuta l'offerta e dice a Lincoln che non ha il coraggio per fare una cosa del genere, ma in seguito riconsidera tutto quando Lincoln dirotta la sua macchina e inizia a guidarla in maniera spericolata. Così Lincoln riporta Burke al suo deposito di salvataggio, dove scopre dei racket del macellaio. Dopo che Lincoln ha preso il controllo di entrambi i racket, Burke chiama direttamente Barbieri, avvertendo l'uomo che lo aspetterà al cantiere di salvataggio. Lincoln, insieme a Burke e sua figlia Nicki, contrastano un attacco al cantiere da parte degli uomini del Macellaio. Dopo aver eliminato i suoi uomini, Lincoln e Burke si avvicinano a Barbieri, oramai ferito, che era arrivato sul luogo per occuparsi di Burke, e lo stordiscono con il suo Kalashnikov. Barbieri privo di sensi viene quindi trascinato nell'officina, dove Lincoln o Burke lo picchiano brutalmente a morte prima di scaricare il suo corpo nel Mississippi. In seguito a ciò, Burke diventa uno dei luogotenenti di Lincoln. A seconda delle scelte del giocatore Lincoln potrà uccidere Burke nel suo cantiere a Irish Point, dove chiede a Lincoln di prendersi cura della figlia Nicki. Se Lincoln cede la maggior parte dei racket a Burke e poi lascia New Bordeaux, Burke si recherà in Messico e si farà trapiantare il fegato a causa di un cancro sviluppato dall'eccessivo consumo di alcol e poi tornerà a New Bordeaux, di cui riesce a far cambiare legalmente nome in Bourbon City, intraprendendo una guerra con la cosca cubana, ma verrà abbattuto nel 1984 durante quest'ultima.
È doppiato in inglese da Barry O'Rourke e in italiano da Domenico Brioschi.

### Nicki Burke
Nicki Burke è la figlia di Thomas Burke e sorella di Danny. È la responsabile della gestione delle loro operazioni alla distilleria Sweetwater. Prima che il Macellaio paralizzasse la gamba di suo padre, Nicki ha sistemato le auto che Danny guidava quando ha portato alla luce degli alambicchi nel bayou. Da allora, ha lavorato per il padre, aiutandolo a guadagnare denaro insieme a lui in ogni modo. Da bambina Nicki adorava suo padre, ma si rese conto di essere diversa già in giovane età e si rivelò essere lesbica, cosa all'epoca considerata "deviante"; un giorno suo padre la rammaricò guardandola male come se fosse cosciente della sua omosessualità. La madre di Nicki morì quando era ancora un'adolescente, ma aveva ancora suo fratello Danny, e i due avevano un buon legame. Avrebbe difeso lei con il sostegno di loro padre, ma dopo la sua morte la relazione divenne molto tesa. Nicki incolpa suo padre per la morte di Danny, e più di ogni altra cosa vuole lasciare New Bordeaux e lasciarsi il passato criminale alle spalle. Attualmente ha una relazione con una donna di nome Darlene, che considera la cosa migliore che sia mai accaduta nella sua vita. Da quando Lincoln Clay ha ripreso Pointe Verdun da Roman Barbieri, Nicki trascorre il suo tempo alla distilleria Sweetwater gestendo il racket della famiglia. I suoi anni di esperienza nel contrabbando di alcolici l'hanno resa indispensabile nell'operazione. Come seconda in comando, è responsabile della presa in consegna della mafia irlandese se dovesse accadere qualcosa a suo padre.
È doppiata in inglese da Dana Blasingame e in italiano da Alice Bertocchi.

### Danny Burke
Danny Burke è il figlio più giovane di Thomas Burke e luogotenente della mafia irlandese. Fin da bambino ha sempre avuto un ottimo rapporto con la sorella maggiore Nicki. Dopo la morte della madre, Danny difendeva costantemente Nicki dalle critiche del padre alla sua omosessualità, che disapprovava fortemente. Nonostante ciò, Danny si fidava di suo padre e avrebbe fatto qualunque cosa gli avesse chiesto. È entrato negli affari di famiglia come corridore, facendo viaggi da e nel bayou con le automobili veloci che Nicki ha attrezzato per lui. Danny si immaginava un pilota di auto da corsa, e anche lui era estremamente portato. Inizialmente pensava che le corse fossero una grande noia, ma nel corso del tempo si sviluppò un profondo amore per le auto e le corse in generale. È entrato a far parte del Pointe Verdun Race Club e ha iniziato a lavorare sulle auto e farle gareggiare ogni volta che poteva. Come favore al suo migliore amico Lincoln Clay, preparò un motore 358 personalizzato per la sua amata Samson Drifter, che insieme alla Berkley Stallion erano le auto dei sogni di Danny. Avrebbe anche preso in prestito la Ramingo di Lincoln mentre era in Vietnam per uscire con diverse donne, un fatto che Lincoln fu molto sbalordito di apprendere quando tornò. Quando Sal Marcano ha escogitato un piano per rapinare la Federal Reserve, il padre di Danny ha aderito, sperando che avrebbe ottenuto il favore di Marcano, che quindi gli avrebbe ridato Pointe Verdun. Insisteva che Danny fosse coinvolto, nonostante non avesse mai fatto niente del genere prima. Il suo ruolo prevedeva che lui e l'amico Ellis Robinson avrebbero viaggiato su una barca, che sarebbe stata poi utilizzata per trasportare una grande trivella attraverso i canali sotterranei sotto il caveau della banca. Una volta sul luogo, avrebbero perforato il pavimento del caveau in modo che Lincoln e Giorgi Marcano potessero lasciare loro i soldi. Tuttavia le cose non andarono come previsto, Lincoln e Giorgi si sono trovati quasi sopraffatti dalle guardie di sicurezza, e Danny ha dovuto usare della dinamite per far saltare il buco più grande, dando ai suoi amici una via d'uscita. L'esplosione era però troppo forte, e l'intera volta si schiantò sopra di loro, bloccando la gamba di Danny sotto i detriti. Incapace di camminare, Danny dovette essere trasportato mentre il gruppo scappava, finendo infine nel French Ward, dove usarono un'auto fornita da Sammy Robinson per scappare. Dopo la rapina, il gruppo si riunì al Sammy's Bar per festeggiare e dividere il bottino. Non passò molto tempo prima che Sal e Giorgi Marcano arrivassero per raccogliere la loro parte. Mentre il gruppo beveva alla loro nuova fortuna, Giorgi ha improvvisamente puntato la pistola contro la testa di Lincoln e ha premuto il grilletto. Rivolgendosi a Danny, Giorgi gli ha sparato alla testa, uccidendolo sul colpo. Prima di andarsene i Marcano decisero di dare fuoco al bar, finendo per bruciare anche Danny fino a renderlo irriconoscibile. Non riuscendo nemmeno a vedere il corpo dopo la sua morte, Thomas e Nicki Burke furono moralmente devastati. Danny è stato sepolto insieme a sua madre Sarah nella chiesa cattolica di Sant'Agnese a Pointe Verdun.
È doppiato in inglese da Jeff Schine e in italiano da Jacopo Calatroni.

### Alma Diaz
Alma Diaz è una donna cubana espatriata e la seconda in comando di Vito Scaletta. È responsabile della gestione delle operazioni di contrabbando presso il magazzino di Skidaway Durables a River Row. Alma è anticomunista e membro del movimento anti-Castro. È cresciuta a Diez de Octubre, L'Avana (Cuba), con i suoi genitori e la nonna. Quando Fidel Castro prese il potere nel 1959 e iniziò a sopprimere ogni opposizione politica, le cose presero una svolta per la sua famiglia: suo padre era un impiegato per il governo locale e, sebbene non avesse legami politici forti, aveva un compagno di bevute, il signor Roberts, che era sulla lista dei risultati di Castro. A causa di questa associazione, la polizia tornò a casa loro una notte tarda e, dopo aver ucciso il padre di Alma, trascinarono via sua madre davanti a lei. Poiché Alma e la sua anziana nonna non rappresentavano alcuna minaccia, fu loro permesso di vivere. Poco si sa della vita di Alma dopo quella notte, ma presumibilmente ha trascorso alcuni anni a lavorare con il movimento dissidente cubano. Nel 1963, una risorsa della CIA. si trovò in grossi guai con la marina cubana quando Alma intervenne e la salvò, ma prima che la CIA. potesse stabilire un contatto ufficiale con lei, scomparve. Si dice che Vito l'abbia trovata nascosta in un container che è stato introdotto di nascosto da Cuba a New Bordeaux, e da allora lavora per lui. Alma è ancora in contatto con sua nonna, che le scrive regolarmente. Una recente lettera inviata il giorno del compleanno di sua madre includeva una canzone; stava trasmettendo alla radio quando la polizia venne a cercare i suoi genitori. Alma non sa che fine abbia fatto sua madre, ma aveva sentito dire che era detenuta nella prigione di de Pinos prima che venisse chiusa nel 1967, ma non ha più niente per cui andare avanti. Ultimamente ha voluto cercare sua madre e pensa di mettere da parte abbastanza soldi per rientrare di nascosto a Cuba e vedere se può conoscere la verità e mettere a riposo quella parte della sua vita. Dopo che Lincoln Clay ha portato via River Row a Michael Grecco, Alma è stata riassegnata al magazzino di Skidaway Durables per eseguire le operazioni di contrabbando. Trascorre il suo tempo organizzando spedizioni di merci rubate e contrabbandandole a Cuba per venderle sul mercato nero. Le sue abilità con lo spostamento di contrabbando dentro e fuori Cuba senza che la Guardia Costiera o la Marina degli Stati Uniti se ne accorgano è uno dei beni più preziosi di Vito. Come luogotenente, Alma è responsabile della presa in consegna della banda italiana se dovesse accadere qualcosa a Vito.
È doppiata in inglese da Danay García e in italiano da Katia Sorrentino.

### Sammy Robinson
Sammy Robinson è il proprietario del Sammy's Bar e il capo del Black Mob a Delray Hollow. Professionalmente è partner di Sal Marcano, che guadagna profitti per lui da operazioni come la lotteria nera. Sammy è cresciuto con sua sorella Lily in un appezzamento di terra dove il padre lavorava come mezzadro finché non si è fatto male e non ha più potuto lavorare. Dopo essersi trasferito a New Bordeaux, si è stabilito interamente nel quartiere di Delray Hollow. La sua vicinanza a Barclay Mills lo ha messo in contatto con Enzo Conti, che lì ha diretto i racket per Sal Marcano. I due sono diventati presto amici e hanno trascorso gran parte del loro tempo insieme a festeggiare e frequentare donne. Sammy incontrò Perla dopo il suo trasferimento a New Bordeaux nel 1944. I due si sposarono presto e misero su famiglia quando nacque loro figlio Ellis nel gennaio del 1946. Quando l'orfanotrofio di Saint Michelle chiuse i battenti nel 1958, accolsero l'orfano Lincoln Clay e lo allevarono come se fosse loro figlio. Lungo la strada Sammy aprì il Sammy's Bar e iniziò a gestire il Black Mob e la sua principale fonte di guadagno, la lotteria nera. Quest'ultima era un racket di numeri gestito dalla Black Mob per Sal Marcano. La lotteria si è rivelata molto redditizia per Sammy, permettendogli di vivere il suo sontuoso stile di vita rispetto a quelli intorno a lui. Sammy non era del tutto corrotto, poiché usava parte della sua ricchezza per migliorare la comunità locale. Ha costruito un cinema per sua moglie Perla, che ha lavorato instancabilmente negli sforzi di sensibilizzazione della comunità dell'Hollow dal suo ufficio fino alla sua morte prematura nel 1961. Sammy gestiva anche una società benefica che aiutava i poveri della comunità a pagare l'affitto o acquistare cibo quando ne avevano bisogno, e ha regolarmente donato cibo alla cucina del vicinato di Warm Hearts per aiutare a sfamare le famiglie più bisognose dell'Hollow. Dopo che il bombardamento del 1962 da parte della Dixie Mafia distrusse la First Baptist Church, questa rimase abbandonata per diversi anni fino a quando Sammy annunciò i suoi piani per restaurarla; tuttavia questa non fu un'impresa semplice e ci volle diverso tempo per via delle ulteriori battute d'arresto nel 1968 quando Robinson ha dovuto rivolgere la sua attenzione ai recenti attacchi haitiani nel quartiere. Credendo nel potere delle persone di colore, Sammy ha anche acquistato l'appezzamento di terreno dove lui e sua sorella Lily sono cresciuti, permettendole di vivere lì e prendersi cura di lei. Nonostante tutto quello che aveva fatto nella comunità, Sammy era ancora un criminale e c'erano chi non erano d'accordo con il modo in cui gestiva le cose o il controllo che aveva sul quartiere. Lavorare per la famiglia Marcano significava che era alleato dei responsabili della maggior parte dei loro problemi per cominciare. Uno di questi gruppi era la mafia haitiana. Sammy era perplesso sul motivo per cui gli haitiani sarebbero diventati così rapidamente aggressivi, ma è stato rivelato in seguito, quando Baka è stato interrogato, che volevano che Delray Hollow si allontanasse da Marcano e lo volevano subito. Sammy era disposto ad avere dei rapporti con bande non di colore, cosa che secondo Baka ha reso Sammy un "traditore della razza". Nell'autunno del 1967 iniziarono a rapinare la gente del quartiere, prendendo soldi, gioielli e qualsiasi altra cosa potessero usare per finanziare le loro operazioni. Subito dopo, iniziarono a perseguire la lotteria nera, interrompendo la principale fonte di reddito di Sammy. In poco tempo, Sammy era al verde e a tre mesi dalla sua tangente a Marcano. Quando Lincoln, tornato di recente dal Vietnam, ha chiesto cosa stesse succedendo, Sammy dice di non preoccuparsi, perché Marcano è a conoscenza delle molestie haitiane e ha esteso il merito alla Black Mob, ordinando invece a Lincoln di andare a dare una mano a Warm Hearts. Tuttavia, quando gli haitiani sparano nella mensa dei poveri, Sammy finalmente racconta la storia completa a Lincoln. Sammy dichiara che un atto così spregevole era stata l'ultima goccia. Manda i suoi figli Ellis e Lincoln a uccidere il leader haitiano Baka nel loro nascondiglio a Bayou Fantom. Per rimettere le cose a posto, Sammy accetta di assistere Sal Marcano con la rapina alla Federal Reserve. Sammy aveva un uomo che lavorava in una lavanderia che era in grado di rubare le uniformi di cui avevano bisogno per accedere all'edificio la notte della rapina, un martedì grasso. Inoltre aveva qualcun altro che lavorava lì come custode che gli aveva fornito una mappa del caveau. Sammy ha anche lasciato che i suoi figli Ellis e Lincoln prendessero parte alla rapina. Così Sammy ha mandato Lincoln a incontrare Sal nel suo circolo sportivo privato per discutere del piano, avvertendo Lincoln del fatto che deve fare tutto ciò che Sal Marcano gli chiede. All'incontro, Sal è così impressionato da come Lincoln ha affrontato il problema haitiano, uccidendo Baka, che dice a Lincoln che vuole che gestisca il Delray Hollow e che assuma la posizione di Sammy come capo. Anche se Sammy lo ha avvertito di fare tutto ciò che Marcano vuole, Lincoln sa che non avrebbe mai potuto ferire il suo padre adottivo. Risponde che aiuterà Marcano nell'imminente rapina, ma non può rivoltarsi contro Sammy. Marcano risponde con accettazione, e suo figlio Giorgi dice di essere impressionato da una simile osservazione e da quanto la lealtà sia "come l'oro". La rapina ha successo, facendo guadagnare a Sammy poco più di due milioni di dollari dalla sua parte. Questo si rivela più che sufficiente per ripagare il suo debito con Sal e tenerli tutti per il resto della sua vita. Sammy si sente euforico, sapendo che questo tipo di denaro cambia tutto, rappresenta la libertà e nessuno sarà più in piedi davanti a lui o al Black Mob. Mentre celebrano la loro nuova ricchezza, Sal Marcano arriva con suo figlio Giorgi e Ritchie Douchet per ritirare la sua parte di denaro. Dopo che tutti hanno condiviso un drink per il loro successo, i Marcano li freddano. Giorgi spara in testa a Lincoln rinfacciandogli che non avrebbe dovuto dire di no all'offerta di suo padre; punta poi la pistola contro Danny Burke e gli spara; mentre Douchet accoltella Ellis ripetutamente, Sal Marcano spara a Sammy più volte. Giorgi poi dà fuoco al bar e se ne va con tutti i soldi. Quando il fuoco inizia a diffondersi, padre James si trova nelle vicinanze ed entra nel bar in fiamme. Trova Lincoln in fin di vita e lo mette in salvo, ma Sammy, Ellis e Danny sono già morti. Subito dopo l'incendio, mentre Lincoln è in coma nella chiesa cattolica di San Girolamo, padre James fa riposare Sammy ed Ellis insieme a Perla nella tomba della famiglia Robinson al cimitero di Delray Hollow. Dopo la morte di Bonnie Hearless, leader della setta degli Insanguinati, Lily viene a trovare il nipote adottivo Lincoln a New Bordeaux e insieme riescono a restaurare completamente il bar di Sammy, ancora in pessime condizioni, difendendolo anche dalla mafia del sud nel frattempo.
È doppiato in inglese da Leith M. Burke e in italiano da Stefano Albertini.

### Ellis Robinson
Ellis Robinson è nato il 17 gennaio 1946 da Sammy e Perla Robinson a Delray Hollow. All'età di 12 anni i suoi genitori accolsero un Lincoln Clay orfano, e i due divennero fratelli adottivi e amici intimi. Quando Ellis aveva 15 anni sua madre Perla morì, lasciando lui e Lincoln ad essere cresciuti dal padre. Pochi anni dopo, Lincoln si arruolò nell'esercito degli Stati Uniti, andando a combattere nella guerra del Vietnam. Durante questo periodo Ellis iniziò a vendere marijuana nell'Hollow tramite alcuni amici di Empire Bay. Questi amici in seguito sono passati all'eroina e volevano che Ellis fosse il loro distributore a New Bordeaux. Ellis non aveva detto a suo padre della marijuana, ma non poteva passare all'eroina così facilmente. Sammy ha rapidamente respinto l'idea, temendo le probabili attenzioni che avrebbe portato su di loro e l'impatto che una droga così forte avrebbe avuto sul quartiere. Nonostante le obiezioni del padre, non ha lasciato perdere l'idea e ne ha parlato con l'amico Giorgi Marcano. I due decidono di andare avanti con il piano, pensando di vendere l'eroina solo nel French Ward, dove lo zio Lou di Giorgi terrà la bocca chiusa fintanto che gli daranno un assaggio dei loro guadagni. Questa impresa è ancora in fase di pianificazione quando Lincoln torna dalla guerra. Quando Lincoln torna a casa, Ellis lo va a prendere alla stazione di Southdowns e i due lo mettono al corrente mentre guidano verso casa dal Sammy's Bar. Ellis spiega che loro padre era diventato nervoso da quando hanno ricevuto il telegramma di Lincoln sul ritorno a casa. Temeva che Lincoln avesse avuto un incidente in aereo, oppure il suo treno avesse fatto ritardo, o addirittura che l'esercito aveva deciso di richiamarlo al servizio militare. Passava ore a sorseggiare il suo whisky davanti alla finestra della cucina come se si aspettasse che Lincoln potesse arrivare da un momento all'altro. Ellis menziona i suoi affari con la droga e l'obiezione del padre al piano per l'eroina. Lincoln è d'accordo, dicendo a Ellis che mentre Giorgi può essere un guadagno facile, l'eroina non era un gioco per bambini, e poteva facilmente farli uccidere entrambi. Sempre durante il ritorno a casa, Ellis suggerisce ai due di andare a un doppio appuntamento in un nuovo club nel French Ward, infatti una ragazza dell'Hollow di nome Raejeanne ha chiesto di Lincoln. Quest'ultima viene corteggiata dalla metà dei ragazzi del quartiere che le chiedono di uscire con loro, ma lei rifiuta chiunque, affermando che era interessata solo a Lincoln. Ellis dice che una volta che Lincoln la guarderà, vorrà scavare a fondo nella loro relazione. I due finalmente fanno ritorno a casa, dove Sammy e alcuni amici si sono riuniti al bar per dare il bentornato a Lincoln. Dopo una notte passata a bere e festeggiare, i due vanno a letto barcollando. La mattina seguente, Ellis è arrabbiato con suo padre, che ha avuto problemi economici negli ultimi mesi. In onore del ritorno sicuro di Lincoln, Sammy ha deciso di donare un camion carico di cibo alla cucina del vicinato di Warm Hearts. Ellis si lamenta del fatto che sono rimasti al verde e ora stanno pagando tutto quel cibo e crede che non sarebbero finiti in quella situazione se suo padre lo avesse ascoltato fin da subito. Mentre continuano a litigare, Ellis se ne va proprio mentre Lincoln entra nella stanza. Sammy dice a Lincoln che non ha bisogno di preoccuparsi e lo manda ad aiutare padre James con il cibo. I guai finanziari che la famiglia sta avendo sono causati dall'interferenza della mafia haitiana con la lotteria nera. Dopo che gli haitiani attaccano Lincoln nella cucina della comunità, Sammy finalmente è d'accordo con Ellis e decide di occuparsene personalmente. Ellis vuole spazzare via dall'Hollow la mafia haitiana rintracciandone il leader Baka e uccidendolo, procedendo a tutto il suo esercito, ma lo fa nel bayou, in silenzio e lontano dall'Hollow, perché Sammy crede che l'ultima cosa che il quartiere debba vedere sia gente di colore che si uccide a vicenda. Dopo che Baka è stato freddato, Ellis dice a Lincoln che questa situazione con gli haitiani ha pesato su loro padre. Ellis allora afferma che sono mesi che devono risolvere questo problema e pensa che loro padre abbia perso il gusto per questo stile di vita. Lincoln gli dice che solo perché un uomo non si precipita alla violenza, non significa che abbia perso qualcosa. Ellis è d'accordo, dicendo che spera che il padre sopravviva per entrambi, ma se non lo fa, tutti a Hollow li guarderanno male o gli spareranno, perciò si preparano all'evenienza di quel giorno. Dopo lo scontro con gli haitiani, Sammy si concentra sul ripagare il suo debito con Sal Marcano. Sal ha un piano per rapinare la Federal Reserve, il che dovrebbe renderli tutti molto ricchi. Mentre Lincoln e Giorgi entrano nell'edificio principale e irrompono nel caveau, Ellis e Danny Burke vanno nei canali sotterranei della banca. Usano un trapano fornito dal padre di Danny per fare un foro nel pavimento della volta. Una volta fatto, i due pianificano di lasciare loro i soldi e lo porteranno fuori in barca. Il lavoro non va come previsto e improvvisano un nuovo piano per far uscire Lincoln e Giorgi dal caveau. Danny decide di usare un po' di dinamite che si sono portati dietro per far esplodere il buco nel pavimento più grande, permettendo loro di scappare nei canali sotterranei. L'esplosione è più grande del previsto e finiscono per far cadere l'intera volta sopra di loro, bloccando la gamba di Danny sotto le macerie. Nonostante ciò, la rapina si rivela un successo e si ritrovano tutti al Sammy's Bar per festeggiare. Mentre celebrano la loro nuova ricchezza, Sal Marcano arriva con suo figlio Giorgi e Ritchie Douchet per ritirare la sua parte di denaro. Dopo che tutti hanno condiviso un drink per il loro successo, i Marcano cominciano a sparare all'impazzata in tutto il locale. Giorgi spara a Lincoln in testa, credendolo morto mentre punta la pistola contro Danny Burke e spara anche a lui; Ritchie Douchet prende un coltello e accoltella Ellis ripetutamente allo stomaco, uccidendolo mentre Sammy viene colpito e ucciso da Sal Marcano. Giorgi poi dà fuoco al bar che se ne va con tutti i soldi. Subito dopo l'incendio, padre James fa riposare Ellis e Sammy insieme a Perla nella tomba della famiglia Robinson al cimitero di Delray Hollow.
È doppiato in inglese da Justice Nnanna e in italiano da Alessandro Germano.

## Famiglia Marcano

### Salvatore "Sal" Marcano
Salvatore Marcano, detto Sal, è nato a Baton Rouge, in Louisiana. Dopo essersi trasferito a New Bordeaux nel 1926, iniziò la sua vita criminale da adolescente, vivendo con suo padre Valerio e tre fratelli in una baracca di legno ai margini di River Row. A 17 anni Sal è stato inviato al penitenziario statale di Cordoba per aver commesso dei crimini intorno al French Ward. Mentre era in prigione, ha stretto amicizia con Giuseppe Carillo e gli ha salvato la vita quando qualcuno ha cercato di picchiarlo. In cambio, Giuseppe prese Sal sotto la sua ala protettrice e promise di inserirlo nella famiglia una volta che entrambi avessero fatto il loro tempo. Quando arrivarono i debiti di gioco di Valerio, Giuseppe ordinò il suo omicidio. Tuttavia, Giuseppe doveva un favore a Sal per avergli salvato la vita e si offrì di cancellare i debiti di suo padre. Sal lo rifiutò, sapendo benissimo che significava che suo padre sarebbe stato ucciso. Quando Sal uscì di prigione nel 1934, radunò i suoi fratelli, insistendo sul fatto che dovevano vendicarsi e dichiarò guerra ai Carillo. Mentre Carillo stava cenando in un famoso ristorante italiano nel French Ward insieme a 18 dei suoi uomini, Sal, i suoi fratelli e alcuni uomini entrarono e uccisero spietatamente Carillo e tutti i suoi uomini a sangue freddo. Questo evento sarebbe stato successivamente conosciuto come il massacro del giorno di Ognissanti. Dopo tale evento Sal ha assunto il controllo di New Bordeaux e ha promosso i suoi fratelli come capi, fondando la famiglia Marcano. Sal è molto legato alla sua famiglia e affida la maggior parte delle sue operazioni ai suoi familiari. La moglie di Sal, Virginia, morì nel 1957 e i due avevano un figlio, Giorgi Marcano. Sal e Giorgi sono stati inseparabili dalla morte della moglie del primo, con Sal che ha fatto di tutto per preparare il figlio alla "vita" facendo di Giorgi il suo protetto e vicecapo. Il fratello di Sal, Lucio, fu assassinato nel 1962 e sua moglie Olivia Marcano prese il posto di Lucio nella famiglia criminale dopo la sua morte. I suoi altri due fratelli, Lou e Tommy, lavorano a stretto contatto con Sal, come anche altri capi della famiglia criminale. Sal ha persino portato suo nipote, il figliastro della sorella della defunta moglie di Sal, Michael Grecco, a lavorare nella famiglia criminale gestendo River Row. Lo status di New Bordeaux come porto principale per il sud-est degli Stati Uniti lo ha reso uno dei punti di passaggio più importanti per il contrabbando tra Stati Uniti, Caraibi e America Latina. Pirati, contrabbandieri e piccoli boss del crimine hanno cercato di mantenere i porti della città e i suoi racket, ma Sal Marcano è stato il primo a ottenere il controllo totale dopo la sua acquisizione nel 1934. Sotto Sal, niente entrava o usciva dalla città senza che lui lo dicesse. Marcano ha bloccato con successo potenziali rivali dall'ottenere un punto d'appoggio nelle altre operazioni criminali della città, inserendo i suoi fratelli nei principali racket e incaricando luogotenenti leali e ben pagati di altri racket secondari. Sal ha eliminato ogni potenziale concorrenza e ha reso i suoi guadagni troppo allettanti perché la Commissione volesse accenderlo. Con i suoi capi e luogotenenti al controllo di tutti i principali quartieri della città, Marcano ha permesso che i quartieri più poveri fossero gestiti da bande locali in cambio di una riduzione dei profitti. Due di queste bande che hanno beneficiato di questo accordo erano la Black Mob, il cui leader, Sammy Robinson, Marcano conosceva da decenni, e la Irish Mob, il cui leader, Thomas Burke, conosceva Marcano dagli anni trenta dopo che Sal venne a conoscenza della sua vasta operazione di traffico di alcol. Un terzo gruppo, la gang italiana guidata da Vito Scaletta, un made man di Empire Bay, ricevette il controllo di River Row con riluttanza quando la Commissione costrinse Sal a prendere Vito dopo che era stato esiliato da Empire Bay. Sal si sta stancando della vita della mafia, non avendo avuto una notte di sonno decente da 40 anni, e non vuole che suo figlio e vicecapo Giorgi debbano affrontare quello che ha fatto. Marcano vuole uscire dal controllo della Commissione e legittimare il gioco d'azzardo legalizzato nello stato e realizzare il suo sogno di aprire il Paradiso Hotel & Casino. Lo sforzo si è dimostrato piuttosto costoso e Sal sta cercando disperatamente di trovare nuovi flussi di entrate per pagare non solo la costruzione del casinò, ma anche le tangenti di cui ha bisogno per i politici e i giudici per legalizzare il gioco d'azzardo. A tal fine, Sal pianifica una rapina alla Federal Reserve, arruolando in suo aiuto: Vito Scaletta, Thomas Burke, Sammy Robinson e alcuni rispettivi gruppi. Tuttavia, dopo la rapina, Marcano riprende la sua parte e tiene per sé l'intero guadagno. Dopo che Giorgi spara a Lincoln in testa, uccide Danny Burke mentre Ritchie Douchet accoltella a morte il figlio di Sammy, Ellis, Sal giustizia personalmente Sammy, e mentre i tre prendono i soldi Giorgi dà fuoco a Sammy's Bar, dando Lincoln Clay per morto. Con il Black Mob fuori dai giochi, Sal e Giorgi posizionano la Dixie Mafia a capo di Delray Hollow, poi si mettono al lavoro eliminando Vito Scaletta perché Sal ha a lungo pensato che Scaletta fosse una talpa inviata dalla Commissione per fare loro da occhi e orecchie. Sal si rifiuta di dare a Vito la sua parte della rapina e mette suo nipote a capo di River Row per limitare i guadagni di Scaletta. Una volta che Vito non avrebbe più potuto dare problemi a Sal, la Commissione sarebbe stata costretta a sanzionare il suo omicidio. Gli errori di Sal non stavano assicurando che Lincoln Clay fosse morto dopo che Giorgi gli aveva sparato alla testa, e mentre i Marcano sottovalutavano la minaccia alle sue operazioni una volta scoperto che era ancora vivo, Lincoln stava lentamente rilevando le operazioni di Marcano ed eliminando le risorse-chiave del progetto del casinò di Sal come il giudice Holden e il senatore Jacobs. Anche il tentativo di Sal di ottenere un afflusso di denaro da Nino Santangelo è stato vanificato da Clay, così come il suo piano di stampare denaro contraffatto con Alvarez. Dopo la morte di Remy Duvall, Sal viene a sapere che tutti i beni di Remy andranno a suo nipote, Stephen DeGarmo, compreso il terreno dove è stato costruito il suo casinò. Con l'aiuto di Olivia Marcano, cerca di convincere DeGarmo a fargli firmare il contratto che lo obblica a rinunciare alla terra torturandolo, ma Clay interviene e salva DeGarmo mentre Olivia finisce in ospedale per mano dello stesso Clay. Uno dopo l'altro, tutti i suoi piani falliscono, e con i suoi fratelli Lou e Tommy e Olivia morti, Sal non ha più possibilità. Avendo sfruttato tutto ciò che aveva e chiedendo ogni favore che poteva, Sal si rende conto che la fine è vicina. Sapendo che non sarebbe durato molto tempo per le strade, dice a Giorgi di chiamare tutti gli uomini che hanno lasciato e di farli venire al Paradiso Hotel & Casino per radunare una resistenza finale contro Clay. Tuttavia, niente di tutto ciò fa la differenza, poiché Lincoln elimina gli uomini rimasti, accoltella Giorgi e si fa strada verso Sal, che sta aspettando nell'attico dell'hotel. I due bevono qualcosa, mentre Sal racconta il suo incubo ricorrente di essere al funerale di Giorgi: è disposto in una piccola bara, con il collo tagliato come quello del fratello Lucio; questo sogno si ripete ogni tre o quattro giorni. Sal spiega che tutto è iniziato perché stava cercando di impedire al suo incubo di realizzarsi, ma non è finita bene. Dice di aver ucciso molte persone, ma non ha mai voluto vedere Giorgi morire; tuttavia sottolinea che non ha mai avuto in lui pentimento o vergogna per le cose che ha fatto. Sal conclude la conversazione dicendo che aspetterà Lincoln e che questa non sarà l'ultima volta che si vedranno; dopodiché Lincoln può accoltellare Sal e buttarlo fuori dalla finestra, oppure Sal si suiciderà con un colpo di pistola alla testa.
È doppiato in inglese da Jay Acovone e in italiano da Antonello Governale.

### Giorgi Marcano
Giorgi Marcano è il figlio di Sal Marcano e vicecapo della famiglia Marcano. Da quando sua madre Virginia morì nel 1957, Giorgi e suo padre sono stati inseparabili, con Sal che ha fatto tutto il possibile per prepararlo alla "vita". Crescere nel grembo del lusso ha dato a Giorgi un senso di superiorità, che infastidisce le file degli uomini che lavorano sotto di lui. La maggior parte della sua posizione di vicecapo è solo nel titolo, e mentre un giorno prenderà il posto di suo padre, ha pochissimo controllo sugli altri membri della famiglia. Responsabile del fatto che la Dixie Mafia controlla Delray Hollow, Giorgi voleva inaugurare una nuova era per la famiglia criminale Marcano, e si opponeva alla decisione di suo padre di legittimarsi aprendo il Paradiso Hotel & Casino, sostenendo che farebbero più soldi vendendo eroina che gestendo un casinò. Cresciuto in una famiglia criminale, Giorgi è diventato amico intimo di altri delinquenti quali: Lincoln Clay, Ellis Robinson e Danny Burke. I quattro erano inseparabili, trascorrevano il loro tempo insieme sia socialmente che nel perseguimento di attività criminali. Mentre Lincoln era in Vietnam, Giorgi ed Ellis progettavano di vendere eroina nel French Ward alle spalle di suo padre, pensando che suo zio Lou glielo avrebbe permesso finché avesse avuto la sua parte. Come suo padre, però, Giorgi alla fine crede che gli affari siano più importanti dell'amicizia e non ha dubbi sul tradire le sue amicizie quando sarà il momento. Impressionato dalla capacità di Lincoln di risolvere i problemi che Sammy aveva con Baka e la mafia haitiana, Sal e Giorgi convocano un incontro al Retroussé Yacht Club per discutere del suo arrivo sulla rapina alla Federal Reserve da loro pianificata. Sal suggerisce a Lincoln di assumere la direzione di Delray Hollow come leader della Black Mob, permettendo al padre adottivo Sammy Robinson di ritirarsi. Lincoln rifiuta la loro offerta, ma accetta di aiutare nella rapina. Giorgi e Lincoln danno inizio al colpo, vestendosi con uniformi di alcune guardie federali e rubando un camion blindato per infiltrarsi nell'edificio della Federal Reserve. Una volta dentro, Giorgi dice a Lincoln di iniziare a caricare i contanti mentre entra in un'area separata del caveau, facendo scattare involontariamente l'allarme. Sconosciuto al resto dell'equipaggio, il vero motivo della presenza di Giorgi è quello di rubare un servizio di portamonete, permettendo al padre di avviare un'operazione di contraffazione. Dopo la fuga, Giorgi si separa dai suoi amici per incontrare suo padre e consegnare i soldi. Qualche tempo dopo i due vanno al Sammy's Bar insieme a Ritchie Douchet, capo della Dixie Mafia, per ritirare la loro parte di bottino della rapina. Dopo un breve momento di festa Giorgi si avvicina a Lincoln, affermando che probabilmente questi fosse la persona più spregevole che abbia mai conosciuto, finendo per descriverlo con un'accesa volgarità; quindi riferendosi al rifiuto di Lincoln di controllare Delray Hollow prendendo il posto di Sammy, gli dice che non avrebbe mai dovuto dire di no, sparandogli poi in testa mentre Sal e Ritchie uccidono gli altri. Dopo che Sal riceve una chiamata da suo fratello Lou, Giorgi viene informato che Lincoln Clay è ancora vivo. È sopravvissuto sia allo sparo che al fuoco che hanno appiccato al bar di Sammy, ed è stato quello che ha causato tutti i recenti problemi con le loro operazioni. Con l'escalation dei danni al suo impero criminale, Sal incolpa Giorgi per tutti i recenti problemi causati da Lincoln, affermando che se si fosse assicurato che Lincoln fosse morto quella notte, niente di tutto questo sarebbe successo. Giorgi fa del suo meglio per assistere suo padre, suggerendogli di chiamare Leo Galante per chiedere aiuto, ma quel suggerimento viene rimproverato da Sal, il quale afferma che se coinvolge la Commissione, vorranno una fetta di tutto, che è esattamente il motivo per cui cercano di uscire dal loro dominio. Rendendosi conto a malincuore che è la sua unica opzione, chiede a Giorgi di andarsene. Sollevando il telefono, Sal chiama Leo, dicendogli che ha qualcosa di cui deve discutere. Giorgi si occupa anche di sua zia acquisita Olivia quando Lincoln la lascia in ospedale, tagliandole la gola da orecchio a orecchio. Per la disperazione, Giorgi mette in contatto suo padre con Nino Santangelo, il sicario e mercante che gli forniva l'eroina dal French Ward. Nonostante la sua fiducia, Santangelo si rivela non essere all'altezza di Clay, e viene rapidamente ucciso da lui. Con l'impero criminale di suo padre in rovina, Giorgi e Sal chiamano gli uomini che hanno lasciato e si radunano nel loro casinò a metà per opporsi a Clay. Niente di tutto ciò fa alcuna differenza, poiché Lincoln elimina rapidamente i loro uomini, raggiungendo Giorgi nell'ufficio superiore del casinò. Mentre muore, Giorgi dice a Lincoln che non si è mai trattato della loro amicizia in quanto tutto ciò che ha fatto è stato per suo padre, che avrebbe fatto qualsiasi cosa per lui proprio come Lincoln avrebbe fatto per Sammy. Lincoln poi accoltella Giorgi con il suo coltello, uccidendolo.
È doppiato in inglese da Mercer Boffey e in italiano da Giorgio Perno.

### "Zio" Lou Marcano
Lou Marcano, anche conosciuto come Zio Lou, è il fratello maggiore di Sal Marcano e un capo della famiglia Marcano. Gestisce i racket del French Ward di New Bordeaux. Ha iniziato a spacciare droga prima di servire a Cordoba insieme ai suoi fratelli, Lucio e Sal. Dopo il suo rilascio da prigione, Lou aprì un negozio nel French Ward e aiutò suo fratello Sal con una sanguinosa acquisizione della famiglia Carillo. La reputazione di Lou, insieme al resto dei suoi fratelli, in particolare Sal, è avanzata a tal punto che la loro famiglia è stata messa sulla mappa con la Commissione. Lou è incaricato di occuparsi dei politici e dei "pezzi grossi" di New Bordeaux da utilizzare a vantaggio della famiglia Marcano; secondo Jonathan Maguire, Lou ha stabilito legami con varie figure influenti all'interno di New Bordeaux tra cui politici, avvocati, banchieri e commercianti, utilizzando il suo contabile Tony Derazio per corrompere funzionari del governo cittadino. Lou, che insisteva per essere chiamato "Zio Lou", costruiva tutti i suoi racket nel French Ward per i privilegi dei VIP e della clientela speciale, offrendo scelte più "esotiche" a chiunque pagasse la giusta quantità di denaro. Costruendo un'immagine all'interno del French Ward e intorno a New Bordeaux, Lou si espanse in attività commerciali legittime come bar e ristoranti nel quartiere e divenne il volto della città come "Zio Lou". Nel 1968, Lincoln Clay sabotò e rilevò il racket della prostituzione e della droga di Lou nel French Ward, con l'intento di avere la possibilità di uccidere Lou. Dopo che Lincoln ha ucciso il suo contabile Tony Derazio, che operava a Downtown, e ha rubato il suo libro mastro, lui e Donovan si sono resi conto che Lou stava corrompendo il giudice distrettuale Cornelius Holden, al fine di ribaltare il divieto statale del gioco d'azzardo per volere del fratello di Lou, Sal, che voleva aprire un casinò nella città. Donovan in seguito ha intercettato una discussione tra Holden e Zio Lou, che ha rivelato che Holden temeva per la sua sicurezza dopo aver appreso degli attacchi di Lincoln contro l'impero criminale della famiglia Marcano, spingendo Lou a inviare alcuni dei suoi migliori uomini in un'auto blindata per proteggere e scortare Holden a casa dal processo di Hollis Dupree. Alla fine falliscono e Lincoln uccide Holden, il che fa infuriare Sal, che minaccia di far ammazzare Lou a meno che non riesca a correggere la situazione. Lou informa Sal di un altro candidato, il senatore Walter Jacobs, che fa anche fa parte della clientela nel suo giro di prostituzione. Lou accetta di organizzare una raccolta fondi per il senatore a bordo del suo battello fluviale, il Delphine, che tuttavia viene interrotta da Lincoln, che uccide i membri della sicurezza di Lou prima di affrontare Lou in persona; anche se cerca di prendere in ostaggio il senatore sotto la minaccia delle armi, un'esplosione lancia sia Lincoln che Lou fuori dal battello, uccidendo il resto dei passeggeri, incluso il senatore Jacobs, che prende fuoco. Lincoln, avendo perso le sue armi da fuoco ma armato del suo coltello da combattimento, insegue Lou attraverso la palude, raggiungendolo e tagliandogli la gola. Successivamente appende il corpo sventrato di Lou alla statua di Andrew Jackson nel French Ward, appendendogli un cartello su cui scrive "Jacobs rieletto" sul petto, come messaggio per i Marcano.
È doppiato in inglese da Brad Leland e in italiano da Gianni Gaude.

### Tommy Marcano
Tommy Marcano è il fratello più giovane di Sal Marcano e un capo della famiglia Marcano. È un imprenditore con una visione per diversificare il gioco d'azzardo e i racket del mercato nero che controlla da Southdowns. Sebbene sia molto abile nell'organizzare racket redditizi, una volta che sono attivi e funzionanti, lascia che gli altri li gestiscano l posto suo. Tommy stava ripetendo la prima media per diventare un delinquente, e quando ha finito il liceo Sal gestisce la città e vuole che Tommy faccia qualcosa per sé stesso e vada al college. Ma Tommy ha altri progetti: non vuole un'istruzione e vuole lavorare nell'azienda di famiglia. Così quando Sal apre i suoi casinò a L'Avana, alla fine degli anni quaranta, mette Tommy al comando. A Cuba, Tommy eccelle nel settore dei casinò. I soldi arrivano come mai prima d'ora e Tommy riesce persino a mantenere la pace con la polizia locale. Sfortunatamente, quando Fidel Castro prende il controllo dell'Avana nel 1959, inizia a giustiziare chiunque fosse persino sospettato di essere alleato del precedente governo. Tommy è costretto a fuggire sotto la protezione di alcuni poliziotti cubani che hanno lavorato in uno dei suoi casinò prima che Frank Pagani lo porti fuori di nascosto. Tornato a New Bordeaux, Tommy chiarisce che vuole Southdowns e Sal è più che felice di assecondarlo. Utilizzando le abilità che ha sviluppato a Cuba, Tommy consolida e amplia i tipi di gioco d'azzardo che offre. Questo include di tutto, dai casinò improvvisati e giochi di carte ad alta posta ai combattimenti nei vicoli. Da ogni azione Tommy prende una parte. Gestisce le scommesse sportive dal Wilcock's Saloon e organizza anche scontri illegali alla palestra The Acadia. Gli aspetti dei racket da gioco di Tommy sono nascosti in ogni angolo di Southdowns. Quando Tommy non guadagna soldi con il gioco d'azzardo, integra i suoi guadagni dirottando camion e vendendo i contenuti al mercato nero dal panificio di Mamma Righetti. Vende agli abitanti della classe media di Southdowns uno stile di vita simile a quello di Frisco Fields sul retro di un camion. Alcune di quelle stesse pellicce, gioielli, sigarette ed accessori elettronici vengono venduti a persone fuori città per un profitto ancora maggiore. Quando l'operazione di denaro contraffatto che Sal ha cercato di far funzionare fallì, Tommy ha affidato l'operazione a Tommy, che l'ha organizzata nella sua palestra di pugilato. Usando i contatti dei suoi giorni all'Avana, Tommy ha contattato l'ex capo della sicurezza dei suoi casinò, che aveva un nipote di nome Alvarez che era un esperto contraffattore, e lo ha portato qui per far funzionare le cose senza intoppi. Una volta che Lincoln Clay ha iniziato a sbaragliare le operazioni di Tommy, Alvarez si è spaventato e ha chiamato suo zio per farlo uscire dal paese, fuggendo da Anderson Bay in attesa dell'arrivo di suo zio; tuttavia, suo zio si è rivolto contro di lui e ha informato i Marcano del piano di suo nipote. Quando hanno inviato uomini per riportare Alvarez da Marcano, Lincoln Clay è intervenuto ancora una volta, uccidendo gli uomini di Marcano e portando Alvarez fuori dal paese. Sapendo che Clay sarebbe arrivato per la faccenda dei soldi, Sal ha ordinato a Tommy di andare in palestra e proteggerli. Una volta lì, Tommy vede Lincoln gareggiare nei suoi "combattimenti nella giungla" e incontra Lincoln con i suoi uomini mentre torna negli spogliatoi. Tommy fa legare Lincoln dai suoi uomini a un palo, poi lo copre con una miscela di benzina e olio vegetale, dicendo a Lincoln che si impregnerà in ogni angolo del suo corpo e, quando sarà acceso, "brucerà come napalm". Lincoln riesce a liberarsi delle corde che lo legano e ribalta la situazione contro Tommy. Una volta sottomesso, Tommy ricorda come avrebbe dovuto seguire il consiglio di suo fratello Sal e fare qualcosa di utile nella sua vita. Mentre parla, Lincoln raccoglie i soldi e versa il resto della miscela di benzina nella stanza. Quindi lancia il suo accendino sul pavimento, mandando Tommy e la palestra in fiamme (anche se il personaggio giocatore può comunque decidere di eseguire un'esecuzione su Tommy prima che muoia bruciato, accoltellandolo al corpo).
È doppiato in inglese da Christopher Corey Smith e in italiano da Pino Pirovano.

### Olivia Grady Marcano
Olivia Marcano, all'anagrafe Olivia Grady, è la cognata di Sal Marcano e un capo della famiglia Marcano. È una mondana del sud, si è sposata con Lucio Marcano, sperando di trovare una via di fuga da una vita oziosa. Avrebbe capitalizzato questa opportunità facendo uccidere presumibilmente suo marito Lucio e assumendo il controllo dei racket di Frisco Fields con Remy Duvall, con cui aveva un buon legame. Duvall possedeva anche la proprietà del North Lake su cui Sal intendeva costruire il suo casinò. Con la morte di Duvall, la proprietà sarebbe stata ereditata dal nipote Stephen DeGarmo. Olivia ha deciso di porre rimedio a questo facendo torturare DeGarmo per farle cedere la proprietà sotto la copertura del funerale di Duvall al Retroussé Yacht Club di Frisco Fields. Tuttavia, Lincoln Clay si è infiltrato nel club spacciandosi per un membro del personale con l'aiuto di John Donovan e ha superato la maggior parte delle guardie del corpo di Olivia e degli ospiti aggiungendo al vino droghe psichedeliche fornite da Donovan e una pistola, con cui ha ferito a sangue Olivia dopo aver ucciso le sue guardie del corpo in una stanza privata. Olivia confessa di essere entrata nel crimine organizzato per l'eccitazione prima che Lincoln se ne vada. Sebbene Lincoln l'abbia effettivamente risparmiata in linea con il suo personale codice etico, Olivia viene ben presto uccisa in modo macabro in ospedale da Giorgi Marcano su ordine del padre, che l'ha aperta da un orecchio all'altro, mentre a denunciare il tutto è un'infermiera dell'ospedale che le stava portando la colazione (anche se Giorgi diffonderà la notizia che Olivia sia morta durante un'operazione chirurgica).
È doppiata in inglese da Erin Matthews e in italiano da Cristiana Rossi.

### Ritchie Douchet
Ritchie Douchet è il capo della Dixie Mafia, un'organizzazione criminale alleata della famiglia Marcano, che opera a Bayou Fantom. Dopo la rapina della Federal Reserve, Ritchie arriva al Sammy's Bar insieme a Sal e Giorgi Marcano per aiutare a raccogliere la parte di denaro di Sal. Quando Sal fredda i Robinson, Ritchie li assiste pugnalando Ellis Robinson più volte nello stomaco, uccidendolo. Con Sammy Robinson morto e la Black Mob eliminata, Giorgi Marcano mette Ritchie e la Dixie Mafia a capo di Delray Hollow. Ritchie trasforma rapidamente il nightclub di Perla in un bordello, ribattezzandolo Douchet's e incaricando Merle Jackson delle sue operazioni quotidiane. Insieme al club, organizza un racket all'interno della First Baptist Church, con Charlie Kincaid che supervisiona le operazioni lì. Dopo che Lincoln Clay si è ripreso dalle ferite subite per mano di Giorgi Marcano, torna a Delray Hollow e recluta Cassandra e la sua mafia haitiana per aiutarlo a riprendere il l'Hollow dalla Dixie Mafia. Insieme prendono il posto di Douchet, uccidendo Merle Jackson e liberando le ragazze che teneva prigioniere lì. Quindi prendono il controllo del racket di Ritchie, uccidendo i suoi esecutori e distruggendo la sua intera scorta di eroina. Senza mezzi per affrontare i Marcano, Ritchie teme che Giorgi lo inseguirà, così si nasconde insieme ai suoi uomini al Baron Samedì, un parco divertimenti abbandonato all'estremità meridionale del quartiere. Dopo che Cassandra cattura Jesse, uno degli uomini di Ritchie, lei e Lincoln scoprono dove si nasconde Ritchie, quindi Lincoln va lì per ucciderlo. Quando finalmente si trova faccia a faccia con Lincoln, Ritchie crede che Lincoln sia lì per rubare la sua eroina e cerca di convincerlo a pensarci bene. Quando Lincoln gli dice che non è lì per la droga, ma per vendicare Sammy e Ellis Robinson, Ritchie afferma che non ha nulla a che fare con l'organizzazione di Sal perché se non avesse preso parte alla strage al Sammy's Bar sarebbe morto lui stesso; dice a Lincoln che avevano organizzato tutto Giorgi e Sal, che li volevano tutti morti e che stava solo eseguendo i loro ordini. Lincoln ignora le sue scuse e lega un'estremità di una corda attorno al collo di Ritchie e l'altra estremità alla ruota panoramica. Ritchie si rende conto che non c'è speranza di uscirne, quindi prega Lincoln di lasciargli dire una preghiera prima di ucciderlo. A questo, Lincoln risponde che può pregare durante la salita. Quindi accende la ruota panoramica, lasciando Ritchie appeso ad essa mentre muore impiccato. Secondo alcune conversazioni con Cassandra Ritchie e la sua Dixie Mafia avrebbero ucciso anche la figlia di Cassandra stessa, Caroline. Ritchie è un uomo robusto spietato, che rapisce i bambini neri di New Bordeaux e li porta nel bayou per poi rinchiuderli in gabbia intimandogli di scappare mentre libera i cani.
È doppiato in inglese da Matt Lowe e in italiano da Federico Zanandrea.

### Enzo Conti
Enzo Conti è un ex luogotenente della famiglia Carillo che gestiva Barclay Mills da decenni, dopo aver iniziato con un racket di estorsioni alle ferrovie Barclay, si schierò con Sal Marcano nel prendere in consegna la criminalità organizzata di New Bordeaux. Come ricompensa per la sua lealtà, Enzo ricevette la gestione dei rifiuti e dei racket da tiro a Barclay Mills. Successivamente ha fatto amicizia con Sammy Robinson, presentando anche Sammy alla futura moglie Perla Robinson. La morte di Sammy per mano dei Marcano lo fa dubitare della fiducia che ripone Sal in lui, e quando Lincoln Clay inizia ad abbattere la famiglia criminale Marcano, Enzo fa con riluttanza un accordo con Lincoln per fuggire. Successivamente Enzo chiede a Lincoln di incontrarlo alla cava di Barclay Mills, dove i due concludono un accordo per permettere a Enzo di nascondersi. I due scappano quindi dalla cava grazie all'auto Bulworth Mohican di Enzo, uccidendo ed eludendo gli scagnozzi di Marcano, molti dei quali erano un tempo subalterni di Enzo, e demolendo la cava per volere di Enzo per evitare che la sua dinamite cadesse nelle mani di Marcano. Lincoln accompagna Enzo al Carousel Hotel a Delray Hollow, dove Enzo esprime il suo dispiacere per la morte del suo vecchio amico Sammy.
È doppiato in inglese da Matt Gottlieb e in italiano da Mario Scarabelli.

### Anthony "Tony" Derazio
Anthony Derazio, detto Tony, controlla tutte le estorsioni e il riciclaggio di denaro per la famiglia Marcano ed è il fidato luogotenente di Lou Marcano. Opera dall'attico in cima al Royal Hotel in Downtown e supervisiona i racket criminali nel distretto. Tutti amavano il padre di Tony, Gianni Derazio; possedeva un bar a Southdowns, distribuiva bevande gratuite a Natale e Capodanno e si occupava di qualche leggera azione di gioco d'azzardo quando Giuseppe Carillo gestiva la città. Era un ragazzo accanito, secondo la maggior parte delle fonti, non sopportava suo figlio. Tony era molto intelligente, ma c'era sempre qualcosa di strano in lui; si è diplomato al liceo e poi è andato al college. Era sulla buona strada per ottenere il suo MBA fino al 1952 quando Gianni ebbe un ictus e Tony tornò a casa, offrendosi di gestire il bar mentre suo padre si riprendeva. All'inizio del 1955, Tony decide di gestire l'operazione dopo la morte di Gianni. Secondo i pettegolezzi locali Tony aveva sorpreso suo padre a scremare e gli ha tagliato la gola. Sal Marcano vuole bene a Derazio, che nonostante le sue peculiarità sa come gestire le cause e i politici che popolano il municipio, ed è praticamente un genio in fatto di numeri. Può riciclare denaro così a fondo che tutti, anche i federali, insisteranno sul fatto che ogni centesimo fosse legittimo. È un uomo tanto geniale quanto spietato. Sotto gli abiti eleganti c'è uno psicopatico a sangue freddo che raramente lascia il suo attico e, nella rara possibilità che lo faccia, qualcuno finirà per fare una brutta fine. Dopo che Lincoln Clay smantella i suoi ricatti uno per uno e i suoi racket, Derazio riceve una telefonata da Lou Marcano molto arrabbiato, che vuole sapere cosa sta succedendo. Derazio assicura Lou che ha già provveduto ad affrontare la situazione e ha il controllo nelle sue mani. I pagamenti al giudice Holden e ad altri soci in affari continueranno nei tempi previsti e l'unica cosa persa sono stati alcuni uomini, che potrebbero essere facilmente sostituiti. Lincoln Clay però era già nell'Hotel Royale e si faceva strada tra i suoi uomini e verso l'attico. Quando finalmente si ritrova dinanzi a Clay, Derazio continua a mantenere la sua arroganza, rifiutandosi di credere di essere stato ingannato. Dice a Lincoln che ha combinato un guaio con le sue operazioni e che ci sarà una spiegazione per quello che ha fatto. Una volta sconfitto, Derazio continua con lo stesso atteggiamento, definendo Lincoln "un idiota" per non aver capito come andrà a finire tutto ciò. Dice a Lincoln di andare avanti e ucciderlo, credendo che domani verrà sostituito e nessuno se ne accorgerà nemmeno. Trascinando Derazio da terra, Lincoln gli dice che ha torto e che tutti se ne accorgeranno, poi lo lancia fuori dalla finestra dell'attico, dove cade mortalmente, atterrando su un'auto parcheggiata davanti a decine di curiosi.
È doppiato in inglese da Gibson Frazier e in italiano da Valerio Amoruso.

### Frank Pagani
Frank Pagani è un luogotenente della famiglia Marcano. Controlla il contrabbando di fascia alta e i racket di furti d'auto per Sal Marcano da Tickfaw Harbour, ed è il principale collegamento della famiglia con Cuba. La carriera criminale di Frank inizia nel 1939, lavorando al porto di River Row con una moglie incinta di un bambino. Sfortunatamente, sia lei che il bambino muoiono durante il travaglio, quindi Frank salta su una barca e non si guarda mai indietro. Da quel momento in poi, Frank è un uomo con un forte desiderio di morte, che accetta qualsiasi lavoro che lo tenga fuori in mare. È così che finisce per spostare il contrabbando per i Marcano: viene sfruttato in ogni modo, ma a lui non importa, a patto che il lavoro tenga la sua mente lontana dal dolore. Quando Sal apre i suoi casinò a Cuba, li consegna al fratello suo più giovane, Tommy, e chiede a Frank di tenerlo d'occhio. Tutto va bene finché Fidel Castro non arriva a L'Avana e reprime e perseguita tutti coloro che sono sospettati di essere sostenitori del vecchio governo. Frank riesce a tirare fuori Tommy dalla situazione appena in tempo, e Sal non dimenticherà mai tale l'evento. Come ricompensa, Sal da a Frank il controllo dei racket nel quartiere di Tickfaw Harbour. All'inizio Frank esita, ma si sazia quando si rende conto che può ancora andare in mare ogni volta che il cattivo umore lo colpisce. Successivamente si sistema, si risposa e ha persino due figlie. Quando Frank non gestisce Tickfaw Harbour, usa la sua nave Tanager per trasportare merci dentro e fuori Cuba per i Marcano. Nell'ultimo periodo compie diversi viaggi per raccogliere attrezzature da gioco per il progetto Paradiso Hotel & Casino di Sal a North Lake. Nella sua ultima escursione, ha riportato un uomo per rilevare l'operazione di contraffazione di Sal, che in precedenza era stata gestita dalla Fine Motors di Pagani. Dopo che Lincoln ha smantellato i racket di furto e contrabbando di auto di Pagani, lo ha rintracciato utilizzando un dispositivo che aveva piantato sulla sua auto. Frank si stava nascondendo nel suo garage a Tickfaw, dove Marcano aveva tentato di falsificare i soldi di cui aveva bisogno per il suo casinò. Quando si ritrova dinanzi Lincoln, si preoccupa per sua moglie e le sue tre bambine. Usando questo diversivo come leva, Lincoln convince Frank a farsi dare delle informazioni. L'operazione è stata organizzata da Sal, ma il denaro contraffatto era inutile, quindi Sal gli ha fatto portare un uomo di nome Alvarez, un contraffattore che lavorava per Castro, per rilevare il progetto. Quando gli è stato chiesto da dove provenissero le targhe, Frank si lascia sfuggire che erano state rubate da Giorgi durante la loro rapina alla Federal Reserve, qualcosa che Lincoln non sapeva fino ad ora. Prima che Lincoln potesse ottenere ulteriori informazioni da Frank, quest'ultimo muore per le ferite riportate.
È doppiato in inglese da Jack Conley e in italiano da Marco Pagani.

### Roman "Macellaio" Barbieri
Roman Barbieri, detto "il Macellaio", è uno psicopatico di origini romane che gestisce i racket di protezione da Pointe Verdun per Sal Marcano. Dopo aver rilevato New Bordeaux nel 1934, Marcano aveva bisogno di qualcuno di forte per mantenere ciò che aveva preso e così si rivolge al sicario di Chicago, Roman Barbieri. Il padre di Barbieri lavorava come socio per il sindacato di Chicago e si diceva che avesse portato il figlio a lavorare sul luogo. Quando il ragazzo iniziò a mostrare il suo interesse per il lavoro, il giovane romano fu introdotto nell'organizzazione vera e propria intorno al 1926 o 1927. Una fonte nel Chicago P.D. ha affermato che, sebbene non potessero collegarlo direttamente a nessun corpo, il Macellaio sarebbe stato coinvolto in dozzine di omicidi nelle gang. Quindi, quando Sal aveva bisogno di un "cane pazzo" per finire i resti della famiglia criminale Carillo, mandò il Macellaio a compiere stragi. Quest'ultimo ha agito come l'assassino personale di Sal fino al 1966, quando il leader della mafia irlandese Thomas Burke fallì una spedizione di parti di automobili rubate. Per questo Marcano ha perso un sacco di denaro e perciò manda Barbieri a compiere il lavoro sporco. Piuttosto che uccidere Burke, Barbieri lo ha paralizzato alla gamba, presumibilmente perché gli piace l'idea di "intenerire un po' la sua carne" prima di consumarla. Dopo questo, il Macellaio ha ricevuto il controllo dei racket a Pointe Verdun, ma dopo che Lincoln Clay li smantella Thomas Burke decide che è ora di affrontare Barbieri e informa Lincoln che aspetterà il Macellaio nel suo deposito di rottami per sistemare le cose. Insieme a Lincoln e alla figlia Nicki, affrontano Barbieri, uccidendo i suoi uomini e lasciandolo ferito ma ancora in vita. Dopo la resa dei conti al deposito, Lincoln stordisce Barbieri con un kalashnikov e Burke lo porta via per torturarlo, affermando che morirà lentamente e pagherà per quello che ha fatto. A metà degli anni ottanta il corpo degli ingegneri dell'esercito ha trovato un'auto affondata nel fiume Mississippi con i resti di Barbieri nel bagagliaio. Secondo Jonathan Maguire entrambe le gambe erano state rotte così tante volte che non era rimasto quasi nessun osso.
È doppiato in inglese da Joey Diaz e in italiano da Renzo Ferrini.

### Michael Grecco Junior
Michael Grecco è il nipote di Sal Marcano e luogotenente della famiglia Marcano. Ha passato un'infanzia travagliata: sua madre ha abbandonato lui e suo padre, Michael Senior, quando aveva solo 3 anni; alcuni anni dopo, Michael Senior sposò la cognata di Sal e dopo il matrimonio iniziò a vendere droga per Lou Marcano. Questo è andato avanti per alcuni anni fino a quando è stato arrestato, considerando dieci anni a meno che non testimonia. Il giorno dopo aver acconsentito ad uccidere i Marcano, è stato trovato morto, con il collo spezzato in tre punti per un apparente "suicidio". Sal ha rifiutato di abbandonare sua cognata, quindi si è preso cura di lei e di Michael. Una volta cresciuto, la sua matrigna riuscì a trovare un modo per farlo lavorare nell'azienda di famiglia e Sal fu felice di accontentarlo. A Sal sembrava che Michael stesse salendo di grado, ma secondo alcuni dei veterani l'unica cosa in cui Michael era bravo era fallire. Tende ad iniziare qualcosa, fare confusione, e poi dare la colpa a qualcun altro quando succede qualche disastro. Sal ha voluto sbarazzarsi di Vito Scaletta per anni, dato che crede che lui sia una talpa della Commissione, ma non può dimostrarlo. Dopo il colpo, Sal si rifiuta di dare a Vito la sua parte, e poi mette Grecco a capo di River Row per "aiutare" Vito a gestire le cose. L'obiettivo è limitare la capacità di Vito di recuperare il denaro necessario e, quando non può pagare, la Commissione darà a Marcano il permesso di picchiarlo. Dopo aver rilevato River Row, Grecco usa i suoi uomini per limitare ciò che Vito può fare. Roy Thibeaodeaux è incaricato del racket di contrabbando e Andy Turetto, che dirigeva il sindacato dei lavoratori portuali per Vito, ora riceve gli ordini da Grecco, che è stato votato come presidente del sindacato. Questo limita di molto la capacità di Vito di guadagnare soldi, e con lui con le mani legate, Grecco fa la sua mossa: chiudono Vito nel congelatore del suo ristorante mentre cercano di scoprire quali altri racket sta eseguendo. Questo piano viene sventato quando Lincoln Clay arriva e fa fuori gli uomini di Grecco per salvare Vito. Dopo aver rilevato i suoi racket di contrabbando ed estorsioni, Lincoln e Vito fanno la loro mossa su Grecco. Hanno saputo che attualmente è rintanato con un gruppo di prostituite in una baracca fatiscente, ma mentre stanno per trasferirsi, un gruppo di uomini di Marcano arriva per portare fuori Grecco, costringendolo a fuggire. Determinato ad uccidere lo stesso Grecco, Vito insiste che lo inseguano. Dopo aver affrontato gli uomini di Marcano, i due riportano Grecco al posto di Vito per l'interrogatorio, scoprendo che il vero motivo per cui Sal vuole che Vito morto è che ha paura che quest'ultimo scopra del casinò e ha intenzione di parlarne a Leo Galante e alla Commissione; continua spiegando che la costruzione dall'altra parte del lago è il nuovo casinò di Sal, che ha in programma di farlo legalizzare e trasformare New Bordeaux nella prossima Las Vegas dopo aver corrotto abbastanza politici da legalizzare il gioco d'azzardo. Dopo avergli detto questo, Grecco chiede se lo lasceranno andare adesso, ma invece perde i sensi. Lincoln lo lascia con Vito, che presumibilmente lo tortura e lo dà da mangiare ai pesci.
È doppiato in inglese da Marrick Smith e in italiano da Alessandro Capra.

### Nino Santangelo
Nino Santangelo è un influente trafficante di eroina italo-cubano noto a Giorgi Marcano, che in precedenza ha acquistato eroina da lui. Dopo che Lincoln Clay ha ucciso il secondo capo di Sal Marcano, questo ha bisogno di soldi, quindi accetta di lasciare che Santangelo venda eroina a New Bordeaux in cambio del suo sostegno finanziario. L'unica richiesta di Santangelo è che gli sia permesso di uccidere Lincoln Clay. Quando Santangelo tenta di tendere un'imboscata a Lincoln nel French Ward, i suoi uomini vengono uccisi e lui viene ferito a morte. Mentre giace a terra morente, lancia un ultimo insulto razziale a Lincoln, che afferma che "il suo nome è Lincoln Clay" prima di affondare il coltello da combattimento nella gola di Santangelo, uccidendolo.
È doppiato in inglese da Jordi Caballero e in italiano da Alessandro Lussiana.

### Remy Duvall
Remy Duvall è il conduttore radiofonico del programma Figli della patria, in onda su WBYU, uomo d'affari e filantropo di molte istituzioni della città, come la Brandt University, a cui ha donato i soldi per costruire il Duvall Hall Science Center. Vive a Frisco Fields ed è un discendente di Cleavon Duvall, un soldato confederato che combatté e morì sul posto ora noto come Cleavon Duvall State Park. Remy ha radici da tempo consolidate ed è tenuta in grande considerazione tra le persone dell'alta società della città come Olivia Marcano, che considera una cara amica nonostante i suoi legami con la famiglia Marcano. Tuttavia Remy è un suprematista bianco e il leader di un gruppo razzista noto come Unione del Sud. Mantiene questo fatto segreto a tutti tranne che a poche persone selezionate, arrivando al punto di negarlo pubblicamente quando gli viene chiesto. Nel 1965 Remy ha partecipato agli omicidi di quattro operatori per i diritti civili degli afroamericani, uno dei quali hanno decapitato, e la sua testa non è mai stata ritrovata. Usa il programma per sostenere quelli che considera ideali importanti che supportano i suoi valori cristiani conservatori e lo stile di vita del sud degli Stati Uniti. Discute di argomenti significativi, come la sottocultura hippy e il movimento potere nero. Affronta anche argomenti di notizie locali, come il piano per portare una squadra di baseball professionistica a New Bordeaux e lo sviluppo del processo giudiziario di Hollis Dupree da parte del giudice Cornelius Holden. Il programma include spesso interviste agli ospiti con dignitari locali come Olivia Marcano, il capo della polizia Earl Wilson e il senatore Walter Jacobs. Nonostante li consideri inferiori a causa della loro eredità italiana, Remy lavora a stretto contatto con la famiglia Marcano, principalmente attraverso Olivia. È il fronte legale che dà il volto legittimo al progetto del casinò di Sal Marcano a North Lake. Possiede il terreno, gestisce la società di costruzioni e altri beni utilizzati nel suo sviluppo. Remy è un uomo cauto, però, e insieme a Olivia crea un patto legale cartaceo, nascondendo i beni attraverso un labirinto di società fittizie nel caso in cui le cose dovessero mettersi male. Tuttavia, sa che finché è tutto nel suo nome, Sal non può toccarlo. Mentre crede che Olivia sia una stretta alleata, lei lo tiene segretamente sotto controllo per Sal. Mentre Lincoln Clay prende il controllo di Frisco Fields, Remy inizia a sentire la pressione quando si rende conto che presto Lincoln verrà a prenderlo. Si reca allo studio radiofonico senza preavviso per fare la sua trasmissione finale. Agitato per ciò che sta accadendo a New Bordeaux, Remy afferma che qualcuno sta per ucciderlo. Mentre continua, si arrabbia sempre di più, al punto che inizia a usare un linguaggio molto volgare accompagnato da numerosi insulti razzisti. Il suo comportamento si evolve al punto che deve essere rimosso con la forza dallo studio. Più tardi, Olivia cerca di calmare Remy, dicendogli di lasciare che gli uomini di Sal si occupino della faccenda, ma Remy si rifiuta di ascoltarla, dicendole che la gente di Frisco si aspetta che lui la protegga. Non gli importa più di Sal Marcano e del suo casinò, non quando è in gioco la sua stessa vita. Remy riunisce tutti i suoi membri dell'Unione sudista nel vecchio punto panoramico e pronuncia un discorso molto appassionato, radunando tutti gli uomini che può. Li istruisce a scendere con lui a Delray Hollow, e mostrare loro esattamente cosa significa andare in guerra con i veri americani. Quello di cui Remy non si rende conto è che Lincoln Clay ha saputo di questo incontro ed è arrivato sul luogo per affrontarlo. Lincoln elimina le guardie dell'Unione mentre il resto dei membri si disperde. Con Remy ferito e incapace di difendersi, Lincoln gli si avvicina mentre è piegato in due a terra. Remy continua a provocarlo fino a quando Lincoln lo lega a una croce di legno e le dà fuoco, uccidendo Remy. La sua veglia si tiene poi al Retroussé Yacht Club, organizzato dalla sua cara amica Olivia Marcano.
È doppiato in inglese da Nolan North e in italiano da Gabriele Calindri.

### Jesse
Jesse è un ragazzo robusto, membro della Dixie Mafia che lavora per Ritchie Douchet, ma è molto codardo e presumibilmente non porta nemmeno una pistola con sé. È stato rapito da Cassandra e dopo essere stato interrogato ha rivelato che Ritchie si stava nascondendo al Baron Samedi's Fun Park, e Lincoln Clay gli ha permesso di andarsene slegandolo col suo coltello da battaglia.
È doppiato in inglese da Jonathan Murphy e in italiano da Matteo De Mojana.

## Famiglia Clemente

### Henry Tommasino
Henry Tommasino è un uomo del boss Alberto Clemente, col tempo diventa un buon amico di Vito e Joe. Durante una rischiosa azione contro un altro gangster, Henry viene salvato in extremis dagli altri due compagni, ma dopo che alcuni uomini del signor Wong, capo della triade cinese di Empire Bay, iniziano a sospettare che Henry sia un informatore dell'FBI, quindi , lo uccidono con delle mannaie in un parco; per vendicare l'amico Vito e Joe consumano un massacro al ristorante cinese a Chinatown e uccidono Wong, anche se Leo Galante rivela che lui era davvero un collaboratore dei Federali. 
In inglese è doppiato da Sonny Marinelli, mentre in italiano da Andrea Bolognini.

### Luca Gurino
Luca Gurino ha guadagnato la sua posizione di capo dopo aver seppellito il suo predecessore nella fondazione della diga di Culver. Sempre meticolosamente presentato, Luca cerca di mascherare la sua natura rozza con un'aria sofisticata, sebbene la sua ignoranza si manifesti sempre. Fu coinvolto nell'operazione di contrabbando di Clemente durante il proibizionismo, e in seguito si occupò di alcuni dei compiti più sporchi della famiglia al Mattatoio Clemente, dove la sua natura spietata lo fece salire di rango nella famiglia.
È doppiato in inglese da André Sogliuzzo e in italiano da Riccardo Rovatti.

### Alberto Clemente
Don Alberto Clemente è nato il 15 luglio 1897 in Sicilia. Dopo aver ucciso un capitano della polizia di Palermo per suo zio Silvio nel 1920, arrivò a Empire Bay nel 1926. Lì, grazie ai contatti con la malavita di suo zio, alla fine fece un sacco di soldi contrabbandando liquori durante il proibizionismo. Fu approvato dalla commissione per fondare la propria famiglia nel 1929. Clemente è una persona irascibile, avida e subdola. Sebbene potente, la banda di Clemente è ancora considerata di second'ordine dalle altre famiglie. Ciò è dovuto principalmente alle pratiche commerciali disoneste di Clemente, anche per gli standard della mafia, come addebitare un'ingente somma di denaro per poter appartenere alla sua famiglia criminale. Gestisce il bar di Freddy a Little Italy, il mattatoio Clemente a Riverside e vari piccoli racket intorno a Empire Bay.
È doppiato in inglese da Nolan North e in italiano da Oliviero Corbetta.

## Famiglia Vinci

### Federico "Derek" Pappalardo
Federico Pappalardo, detto Derek, è un capo della famiglia Vinci e capo della sezione locale dell'unione degli scaricatori di porto. Ha iniziato a lavorare al porto di Empire Bay come uno scioperante nel 1916. È stato il suo coinvolgimento nel contrabbando in cantiere che ha portato alla sua introduzione alla famiglia Vinci. Dopo aver trascorso due anni in prigione per appropriazione indebita, ha svolto un ruolo di primo piano nella guerra Vinci-Moretti di Empire Bay nei primi anni trenta, dopodiché è stato ricompensato con la sua posizione attuale. Ha poi sposato la figlioccia di Frank Vinci, conferendogli ulteriore prestigio. Derek è un uomo volgare, violento e avido.
È doppiato in inglese da Robert Costanzo e in italiano da Dario Oppido.

### Frank Vinci
Don Frank Vinci nacque in Sicilia nel 1885 da un'importante famiglia mafiosa. Dopo essere arrivato a Empire Bay nel 1908 con l'amico intimo Leo Galante, Vinci organizzò rapidamente estorsioni e racket di contrabbando nella comunità di immigrati italiani. Insieme hanno costruito l'organizzazione criminale di maggior successo nella storia della città con Frank che fa da braccio e Leo da mente. Frank opera con meticolosa discrezione, avendo stretti legami con i politici e la polizia. Quando il denaro del proibizionismo si esaurì nei primi anni trenta la tensione tra le famiglie Vinci e Moretti esplose nella guerra Vinci-Moretti. È emerso dal conflitto vittorioso ma indebolito, e alla fine ciò gli è costato il suo primato nella malavita poiché ha perso il controllo di molte delle operazioni della famiglia.
È doppiato in inglese da Larry Kenney e in italiano da Gianni Gaude.

### Leone "Leo" Galante
Leone Galante, detto Leo, è il consigliere di Frank Vinci e la mente dietro la famiglia Vinci, l'organizzazione criminale di maggior successo nella storia di Empire Bay. Al loro arrivo dalla Sicilia nel 1908, la coppia creò la famiglia con Leo che fungeva da mente e Frank da braccio. All'inizio degli anni venti la coppia prese il controllo dei moli di Southport, il che facilitò il contrabbando di alcol durante il proibizionismo. La passione di Leo risiede nello sport, in particolare nel pugilato e nelle corse di cavalli. Combatté diversi scontri a mani nude prima di ottenere una certa fama, vincendo anche diversi premi. Successivamente Leo gestì la più grande attività di allibratore della città per venti anni. Nel 1933 cospirò con Carlo Falcone per assassinare Tommaso Moretti, ponendo fine alla guerra Vinci-Moretti e alla famiglia criminale Moretti. Leo attualmente risiede in una grande villa a Highbrook, a Empire Bay. Negli anni sessanta Galante inizia a lavorare per la Commissione, cui il boss mafioso Salvatore Marcano, della città di New Bordeaux inviava periodicamente il 20% dei guadagni; quando però Marcano cade per mano di Lincoln Clay, un ragazzo nero desideroso di vendetta per l'omicidio del padrino e del fratellastro, Leo decide di collaborare con l'organizzazione di Clay a patto che continui a inviargli il 20% dei suoi guadagni. Sebbene Vito Scaletta, al principio lo avesse reputato al pari di una figura paterna, dopo essere stato messo al bando, egli manifesta un palese rancore nei suoi confronti, essendo convinto che lui sia coinvolto nella morte del suo unico amico rimasto Joe Barbaro. 
È doppiato in inglese da Frank Ashmore e in italiano da Natale Ciravolo.